# 30 vies
30 vies est un feuilleton télévisé québécois en 660 épisodes de 22 minutes écrit par Fabienne Larouche, produit par AETIOS Productions et diffusé entre le 10 janvier 2011 et le 14 avril 2016 sur ICI Radio-Canada Télé, au rythme de quatre épisodes par semaine.
Ce feuilleton est inédit dans les autres pays francophones. Il inspire L'École de la vie, un remake français diffusé en 2021.

## Synopsis
Chaque saison propose un professeur dans une école secondaire qui va aider des jeunes aux différents problèmes. Que ce soit être gai, la drogue, conflits familiaux, mauvais résultats scolaires, problème de violence, en recherche de sensations, déficiences intellectuelles ou physique, jeux en ligne, etc. Ils vont tout faire pour les aider, de même que de passer devant le tribunal.

## Distribution

### Acteurs principaux
- Marina Orsini : Gabrielle Fortin (saison 1 et 2)
- Jean-Nicolas Verreault : Pascal Bilodeau (saison 1, 2, 5)
- Marie-France Lambert : Brigitte Sampson (saison 1 et 2)
- Sarah Hansen : Rhonda (saison 1, 2, 11)
- Guillaume Lemay-Thivierge : Vincent Picard «Le pic» (saison 3)
- Sarah Dagenais-Hakim : Maria Mazzini (saison 3)
- Jessica B. Hill : Caroline Mercier (saison 3)
- Élise Guilbault : Marie-Angèle «Angie» Caron (saison 4,10)
- Jean-Philippe Perras : Francis Caron Cousineau (saison 4)
- Léane Labrèche-Dor : Charlène (saison 4)
- Karine Vanasse : Maxim Bouchard (saison 5)
- Madeleine Péloquin : Patricia Filion (saison 5)
- Mariloup Wolfe : Élisabeth Bergeron (saison 6, 8, 10, 11)
- André Robitaille : Alain Chartier (saison 6, 10, 11)
- Benoît Brière : Michel Marcotte (saison 7)
- Mélanie Maynard : Marie Coallier (saison 7)
- Julie Ringuette : Jessica Marcotte (saison 7)
- Widemir Normil : François Miles (saison 1 à 3)
- Benoît McGinnis : Raphaël Chénier-Leduc (dès la saison 4)
- Louis Champagne : Stéphane Boudrias
- Rémy Girard : Pierre Champagne (dès la saison 7)
- Dan Bigras : Richard Sanscartier
- Nathalie Mallette : Ariane Lesage (dès la saison 2)
- Patrick Drolet : Éric Lupien
- Anne-Élisabeth Bossé : Karine Pagé (saison 1 à 4)
- Michel Charette : Éric Pothier (saison 1,4 5,6,7,8,9,10,11)
- Claude Laroche : Alain Pothier (saison 1 et 5 à 7)
- Rose-Maïté Erkoreka : Me Josée Levasseur (saison 5 à 7)
- Jessica Barker : Katia Perreault (dès la saison 7)
- Bénédicte Décary : Me Marianne Tanguay (dès la saison 7)
- Élyse Marquis : Andréanne Gauthier (saison 1, 2, 3, 5, 9, 10, 11)
- Paul Ahmarani : Me Philippe Desforges (dès la saison 5)
- Patrice Robitaille : André Hamelin (saison 3, 4, 9)
- Jean-Michel Anctil : André Paradis (saison 1, 3 à 9)
- Myriam Leblanc : Émilie Charlebois (dès la saison 6)
- Maxime Le Flaguais : Mathieu Brousseau (saison 6 à 9)
- Mélissa Désormeaux-Poulin : Lou Gauthier (saison 8)
- Bernard Fortin : Hubert Gauthier (saison 8)
- Sasha Charles : Carlos Lopez (saison 7 et 8)
- Émile Proulx-Cloutier : Samuel Pagé (dès la saison 9)
- Mirianne Brûlé : Éléonore (dès la saison 9)
- Denis Bouchard : Jean-François Mailloux (dès la saison 10)
- Guillaume Cyr : David Gravel (saison 11)
- Julie Perreault : Isabelle Cousineau (dès la saison 10)
- Jean-Simon Leduc : Cédric (dès la saison 10)
- Denis Trudel : Philippe Mercier (dès la saison 9)
- Julie Deslauriers : Kathleen Denoncourt (saison 11)
- Alexandre Landry : Nicolas Valiquette (saison 11)
- Steve Bastien : Jean-Baptiste «Jibi» (saison 11)

### Acteurs par saison
Chaque saison de 30 vies a son propre enseignant, qui a sa propre matière, et chaque enseignant a ses propres élèves. Beaucoup d'acteurs passent pour la première fois à la télévision, notamment des élèves.
| Enseignants                   | Enseignants            | Enseignants               | Élèves                                  | Élèves                            | Adultes et entourage          | Adultes et entourage   |
| Matières                      | Personnages            | Acteurs                   | Personnages                             | Acteurs                           | Personnages                   | Acteurs                |
| Saison 1 (Hiver 2011)         | Saison 1 (Hiver 2011)  | Saison 1 (Hiver 2011)     | Saison 1 (Hiver 2011)                   | Saison 1 (Hiver 2011)             | Saison 1 (Hiver 2011)         | Saison 1 (Hiver 2011)  |
| ----------------------------- | ---------------------- | ------------------------- | --------------------------------------- | --------------------------------- | ----------------------------- | ---------------------- |
| Français                      | Gabrielle Fortin       | Marina Orsini             | Amande Caron-Lafleur                    | Julie Djiézon                     | Pascal Bilodeau               | Jean-Nicolas Verreault |
| Français                      | Gabrielle Fortin       | Marina Orsini             | Blaise Saint-Germain                    | Jeremy Karl                       | Marie-Êve Marcoux             | Sylvie Moreau          |
| Français                      | Gabrielle Fortin       | Marina Orsini             | Cédric Masson                           | Vincent Christian Girard          | Maxime Fortin                 | Patrick Hivon          |
| Français                      | Gabrielle Fortin       | Marina Orsini             | Daphnée Pothier                         | Melinda Brady                     | Louise Labelle                | Louise Portal          |
| Français                      | Gabrielle Fortin       | Marina Orsini             | Dominique Veilleux                      | Antoine Pilon                     | Alex Fortin Bilodeau          | Rémi Goulet            |
| Français                      | Gabrielle Fortin       | Marina Orsini             | Liam Pelletier                          | Alice Tran                        | Florence Fortin Bilodeau      | Léa Roy                |
| Français                      | Gabrielle Fortin       | Marina Orsini             | Nasser Hachim                           | Mohamed Redha Meddad              | Louise Loulou Bilodeau-Fortin | Charlotte Comeau       |
| Français                      | Gabrielle Fortin       | Marina Orsini             | Cassandra Vélasquez                     | Naïla Rabel                       | Annie Simoneau                | Catherine De Léan      |
| Français                      | Gabrielle Fortin       | Marina Orsini             |                                         |                                   | Gérard Fortin                 | Samuel Létourneau      |
| Français                      | Gabrielle Fortin       | Marina Orsini             | Jérôme                                  | Benoit Gouin                      |                               |                        |
| Français                      | Gabrielle Fortin       | Marina Orsini             | Zhen                                    | Florence Zitu                     |                               |                        |
| Français                      | Gabrielle Fortin       | Marina Orsini             | Mélanie                                 | Fanny Mallette                    |                               |                        |
| Français                      | Gabrielle Fortin       | Marina Orsini             | Jacques                                 | Paul Doucet                       |                               |                        |
| Français                      | Gabrielle Fortin       | Marina Orsini             | Paco                                    | Iannicko N'Doua-Légaré            |                               |                        |
| Français                      | Gabrielle Fortin       | Marina Orsini             | Joria                                   | Hynda Benabdallah                 |                               |                        |
| Français                      | Gabrielle Fortin       | Marina Orsini             | Christiane                              | Sylvie Léonard                    |                               |                        |
| Français                      | Gabrielle Fortin       | Marina Orsini             | Éric Pothier                            | Michel Charette                   |                               |                        |
| Français                      | Gabrielle Fortin       | Marina Orsini             | Alain Pothier                           | Claude Laroche                    |                               |                        |
| Français                      | Gabrielle Fortin       | Marina Orsini             | Louis Saint-Germain                     | Emmanuel Bilodeau                 |                               |                        |
| Français                      | Gabrielle Fortin       | Marina Orsini             | Patricia                                | Josée Deschênes                   |                               |                        |
| Français                      | Gabrielle Fortin       | Marina Orsini             | Simon Lafleur                           | Sylvain Marcel                    |                               |                        |
| Français                      | Gabrielle Fortin       | Marina Orsini             | Magna                                   | Renee Joseph                      |                               |                        |
| Français                      | Gabrielle Fortin       | Marina Orsini             | Andrée Bellavance                       | Céline Bonnier                    |                               |                        |
| Saison 2 (Automne 2011)       |                        |                           |                                         |                                   |                               |                        |
| Français                      | Gabrielle Fortin       | Marina Orsini             | Annie-Jade Tremblay                     | Sarah-Jeanne Labrosse             | Pascal Bilodeau               | Jean-Nicolas Verreault |
| Français                      | Gabrielle Fortin       | Marina Orsini             | Jérémi Vaillancourt                     | David Fleury-M                    | Alex Bilodeau-Fortin          | Rémi Goulet            |
| Français                      | Gabrielle Fortin       | Marina Orsini             | Sean O'Toole                            | Wilson Henley                     | Florence Bilodeau-Fortin      | Léa Roy                |
| Français                      | Gabrielle Fortin       | Marina Orsini             | Mikaël Boucher                          | Louis Lacombe-Petrowski           | Louise Loulou Bilodeau-Fortin | Charlotte Comeau       |
| Français                      | Gabrielle Fortin       | Marina Orsini             | Rosalie Desforges                       | Camille Mongeau                   | Marie-Ève Marcoux             | Sylvie Moreau          |
| Français                      | Gabrielle Fortin       | Marina Orsini             | Shari Khan                              | Kévin Ranély                      | Richard Sanscartier           | Dan Bigras             |
| Français                      | Gabrielle Fortin       | Marina Orsini             | Camille Fournier                        | Sarah Lecompte-Bergeron           | François Miles                | Widemir Normil         |
| Français                      | Gabrielle Fortin       | Marina Orsini             | Maggie St-Pierre                        | Sarah-Naelle Jocelyn              | Stéphane Boudrias             | Louis Champagne        |
| Français                      | Gabrielle Fortin       | Marina Orsini             | Thomas Lefebvre Caron                   | Anthony Paquette                  | Karine Pagé                   | Anne-Élisabeth Bossé   |
| Français                      | Gabrielle Fortin       | Marina Orsini             | Aurelie Bertrand                        | Marylou Belugou                   | Andréanne Gauthier            | Élyse Marquis          |
| Français                      | Gabrielle Fortin       | Marina Orsini             |                                         |                                   | Ariane Lesage                 | Nathalie Mallette      |
| Français                      | Gabrielle Fortin       | Marina Orsini             | Rhonda                                  | Sarah Hansen                      |                               |                        |
| Français                      | Gabrielle Fortin       | Marina Orsini             | Vivianne Boudreau                       | Hélène Bourgeois Leclerc          |                               |                        |
| Français                      | Gabrielle Fortin       | Marina Orsini             | Alain Tremblay                          | Patrick Goyette                   |                               |                        |
| Français                      | Gabrielle Fortin       | Marina Orsini             | Johanne Marsan                          | Danielle Proulx                   |                               |                        |
| Français                      | Gabrielle Fortin       | Marina Orsini             | Sylvain Vaillancourt                    | Hugo Giroux                       |                               |                        |
| Français                      | Gabrielle Fortin       | Marina Orsini             | Père Desrochers                         | Éric Bruneau                      |                               |                        |
| Français                      | Gabrielle Fortin       | Marina Orsini             | Marie-Michèle Boucher                   | Sandrine Bisson                   |                               |                        |
| Français                      | Gabrielle Fortin       | Marina Orsini             | Paul-André Boucher                      | Martin Randez                     |                               |                        |
| Français                      | Gabrielle Fortin       | Marina Orsini             | Sergent Vanessa Brault                  | Catherine Proulx-Lemay            |                               |                        |
| Français                      | Gabrielle Fortin       | Marina Orsini             | Philippe Desforges                      | Paul Ahmarani                     |                               |                        |
| Français                      | Gabrielle Fortin       | Marina Orsini             | Audrey Payette                          | Julie Ménard                      |                               |                        |
| Français                      | Gabrielle Fortin       | Marina Orsini             | Martin Fournier                         | Mario Jean                        |                               |                        |
| Français                      | Gabrielle Fortin       | Marina Orsini             | Alexandra Pagé                          | Anne Casabonne                    |                               |                        |
| Français                      | Gabrielle Fortin       | Marina Orsini             | Sylvie Fortin                           | Geneviève Rioux                   |                               |                        |
| Français                      | Gabrielle Fortin       | Marina Orsini             | Évelyne Fortin                          | Sarah Laurendeau                  |                               |                        |
| Français                      | Gabrielle Fortin       | Marina Orsini             | Francis St-Pierre                       | Serge Postigo                     |                               |                        |
| Français                      | Gabrielle Fortin       | Marina Orsini             | Lucie Poulin                            | Johanne Marie Tremblay            |                               |                        |
| Français                      | Gabrielle Fortin       | Marina Orsini             | Pierre-Paul Lefebvre                    | Normand Daneau                    |                               |                        |
| Français                      | Gabrielle Fortin       | Marina Orsini             | Marie-Lise Caron                        | Sandra Dumaresq                   |                               |                        |
| Français                      | Gabrielle Fortin       | Marina Orsini             | Russel Bélanger                         | Sébastien Roberts                 |                               |                        |
| Français                      | Gabrielle Fortin       | Marina Orsini             | Alexandre Bertrand                      | Gilbert Turp                      |                               |                        |
| Français                      | Gabrielle Fortin       | Marina Orsini             | Manon Dubreuil                          | Tetchena Bellange                 |                               |                        |
| Français                      | Gabrielle Fortin       | Marina Orsini             | Clara                                   | Ayisha Issa                       |                               |                        |
| Saison 3 (Hiver 2012)         |                        |                           |                                         |                                   |                               |                        |
| Histoire                      | Vincent Picard         | Guillaume Lemay-Thivierge | Kevin Dufort                            | Alexandre Vallerand               | Lucien Picard                 | Michel Rivard          |
| Histoire                      | Vincent Picard         | Guillaume Lemay-Thivierge | Anne-Sophie Cantin                      | Karelle Tremblay                  | Danielle Pellerin             | Micheline Bernard      |
| Histoire                      | Vincent Picard         | Guillaume Lemay-Thivierge | Carlo Chartrand-Montpetit               | Adama Sidibe                      | Sébastien Picard              | Sébastien Delorme      |
| Histoire                      | Vincent Picard         | Guillaume Lemay-Thivierge | Edmond-Pierre Jean-Claude               | Tcheguevara St-Jean               | Jean Francois Lebel           | Remi-Pierre Paquin     |
| Histoire                      | Vincent Picard         | Guillaume Lemay-Thivierge | Jenny-Anne Castonguay                   | Sarah Mottet                      | Julie Lebel                   | Bianca Gervais         |
| Histoire                      | Vincent Picard         | Guillaume Lemay-Thivierge | Louis-Vincent Monette                   | David Noël                        | Richard Sanscartier           | Dan Bigras             |
| Histoire                      | Vincent Picard         | Guillaume Lemay-Thivierge | Mélanie Poulain                         | Carla Turcotte                    | François Miles                | Widemir Normil         |
| Histoire                      | Vincent Picard         | Guillaume Lemay-Thivierge | Riana Carpentier                        | Maude Boutin St-Pierre            | Stéphane Boudrias             | Louis Champagne        |
| Histoire                      | Vincent Picard         | Guillaume Lemay-Thivierge | Roxanne Carpentier                      | Emilia Charron                    | Éric Lupien                   | Patrick Drolet         |
| Histoire                      | Vincent Picard         | Guillaume Lemay-Thivierge | Simon Gingras                           | Pier-Gabriel Lajoie               | Karine Pagé                   | Anne-Élisabeth Bossé   |
| Histoire                      | Vincent Picard         | Guillaume Lemay-Thivierge | Sung Despatie                           | Clémence Boivin-Moffet            | Ariane Lesage                 | Nathalie Mallette      |
| Histoire                      | Vincent Picard         | Guillaume Lemay-Thivierge |                                         |                                   | Caroline Mercier              | Jessica B. Hill        |
| Histoire                      | Vincent Picard         | Guillaume Lemay-Thivierge | Judith Carpentier                       | Isabelle Vincent                  |                               |                        |
| Histoire                      | Vincent Picard         | Guillaume Lemay-Thivierge | Roger Forget                            | Emmanuel Charest                  |                               |                        |
| Histoire                      | Vincent Picard         | Guillaume Lemay-Thivierge | Maria Mazzini                           | Sarah Dagenais-Hakim              |                               |                        |
| Histoire                      | Vincent Picard         | Guillaume Lemay-Thivierge | Mère de Kevin                           | Marilyse Bourke                   |                               |                        |
| Histoire                      | Vincent Picard         | Guillaume Lemay-Thivierge | Père de Kevin                           | Jeff Boudreault                   |                               |                        |
| Histoire                      | Vincent Picard         | Guillaume Lemay-Thivierge | Lily-Rose Gingras                       | Catherine Renaud                  |                               |                        |
| Histoire                      | Vincent Picard         | Guillaume Lemay-Thivierge | Sergent Vanessa Brault                  | Catherine Proulx-Lemay            |                               |                        |
| Histoire                      | Vincent Picard         | Guillaume Lemay-Thivierge | Georges Picard                          | Louis-Philippe Dandenault         |                               |                        |
| Histoire                      | Vincent Picard         | Guillaume Lemay-Thivierge | Catherine Despaties                     | Cynthia Wu-Maheux                 |                               |                        |
| Histoire                      | Vincent Picard         | Guillaume Lemay-Thivierge | Jean-Guy Pellerin                       | Jacques Girard                    |                               |                        |
| Histoire                      | Vincent Picard         | Guillaume Lemay-Thivierge | Père de Sung                            | Victor Andrés Trelles             |                               |                        |
| Histoire                      | Vincent Picard         | Guillaume Lemay-Thivierge | Sylvie Paillé                           | Lynda Johnson                     |                               |                        |
| Histoire                      | Vincent Picard         | Guillaume Lemay-Thivierge | Jacques Monette                         | Philippe Cousineau                |                               |                        |
| Histoire                      | Vincent Picard         | Guillaume Lemay-Thivierge | Sarah Monette                           | Alexandra Sicard                  |                               |                        |
| Histoire                      | Vincent Picard         | Guillaume Lemay-Thivierge | Émilie Valiquette                       | Anne-Marie Cadieux                |                               |                        |
| Histoire                      | Vincent Picard         | Guillaume Lemay-Thivierge | Nicolas Poulain                         | Hugo Dubé                         |                               |                        |
| Histoire                      | Vincent Picard         | Guillaume Lemay-Thivierge | Zoé Poulain                             | Camille Felton                    |                               |                        |
| Histoire                      | Vincent Picard         | Guillaume Lemay-Thivierge | Jean-Pierre Montpetit                   | Christian Paul                    |                               |                        |
| Histoire                      | Vincent Picard         | Guillaume Lemay-Thivierge | Xavier Chartrand-Montpetit              |                                   |                               |                        |
| Histoire                      | Vincent Picard         | Guillaume Lemay-Thivierge | Préville Jean-Claude                    | Martin-David Peters               |                               |                        |
| Histoire                      | Vincent Picard         | Guillaume Lemay-Thivierge | Martine (mère de Jenny-Anne)            | Martine Francke                   |                               |                        |
| Histoire                      | Vincent Picard         | Guillaume Lemay-Thivierge | Pierre Castonguay                       | Robert Toupin                     |                               |                        |
| Histoire                      | Vincent Picard         | Guillaume Lemay-Thivierge | Alain                                   | Nicholas Rouselle                 |                               |                        |
| Histoire                      | Vincent Picard         | Guillaume Lemay-Thivierge | Lilianne Cantin                         | Charlotte Laurier                 |                               |                        |
| Histoire                      | Vincent Picard         | Guillaume Lemay-Thivierge | Étienne                                 | Denis Mercier                     |                               |                        |
| Saison 4 (Automne 2012)       |                        |                           |                                         |                                   |                               |                        |
| Arts dramatiques              | Marie-Angèle Caron     | Élise Guilbault           | Abraham Brabant                         | Andrick Sanon                     | Francis Caron Cousineau       | Jean-Philippe Perras   |
| Arts dramatiques              | Marie-Angèle Caron     | Élise Guilbault           | Frédéric Pothier-Lacroix                | Charles-Antoine Perreault         | Richard Sanscartier           | Dan Bigras             |
| Arts dramatiques              | Marie-Angèle Caron     | Élise Guilbault           | Yvano Caraldi                           | François Lacroix                  | Stéphane Boudrias             | Louis Champagne        |
| Arts dramatiques              | Marie-Angèle Caron     | Élise Guilbault           | Myriam Jetté                            | Laurence Carbonneau               | Éric Lupien                   | Patrick Drolet         |
| Arts dramatiques              | Marie-Angèle Caron     | Élise Guilbault           | Catherine Desrochers                    | Laurie Fortin-Babin               | Karine Pagé                   | Anne-Élisabeth Bossé   |
| Arts dramatiques              | Marie-Angèle Caron     | Élise Guilbault           | Laure-Marie Gagnon                      | Marie-Anna Ruël                   | Ariane Lesage                 | Nathalie Mallette      |
| Arts dramatiques              | Marie-Angèle Caron     | Élise Guilbault           | Antoinette Poliquin                     | Marie-Cindel Resco-Surprenant     | Raphael Chénier-Leduc         | Benoît McGinnis        |
| Arts dramatiques              | Marie-Angèle Caron     | Élise Guilbault           | Selen Kamosa                            | Syntiche Nkiesa Nsosa             | Mère d'Angie                  | Louise Turcot          |
| Arts dramatiques              | Marie-Angèle Caron     | Élise Guilbault           | Léonore Dubé-Blanchard                  | Tania Lapointe-Dupont             | Charlène                      | Léane Labrèche-Dor     |
| Arts dramatiques              | Marie-Angèle Caron     | Élise Guilbault           | Mathieu Girard                          | William Pelletier                 | André Paradis                 | Jean-Michel Anctil     |
| Arts dramatiques              | Marie-Angèle Caron     | Élise Guilbault           |                                         |                                   | Sophie Trudel                 | Mélanie Pilon          |
| Arts dramatiques              | Marie-Angèle Caron     | Élise Guilbault           | André Hamelin                           | Patrice Robitaille                |                               |                        |
| Arts dramatiques              | Marie-Angèle Caron     | Élise Guilbault           | Père de Catherine                       | Francis Vachon                    |                               |                        |
| Arts dramatiques              | Marie-Angèle Caron     | Élise Guilbault           | Philippe Cadorette                      | David Savard                      |                               |                        |
| Saison 5 (Hiver 2013)         |                        |                           |                                         |                                   |                               |                        |
| Biologie                      | Maxim Bouchard         | Karine Vanasse            | Xavier Nadeau-Landry                    | Julien Adam                       | Patricia Fillion              | Madeleine Péloquin     |
| Biologie                      | Maxim Bouchard         | Karine Vanasse            | Maya Zouaoui                            | Nadia Lahkim                      | Éric Lupien                   | Patrick Drolet         |
| Biologie                      | Maxim Bouchard         | Karine Vanasse            | Justine Aubé                            | Rachel Anctil-Poirier             | Suzie Perron                  | Isabelle Miquelon      |
| Biologie                      | Maxim Bouchard         | Karine Vanasse            | Émile Dufresne                          | Thomas Derasp-Verge               | Philippe Desforges            | Paul Ahmarani          |
| Biologie                      | Maxim Bouchard         | Karine Vanasse            | Philippe Desjardins                     | Antoine Duchesneau                | Benoît Leclerc                | Frédérick Bouffard     |
| Biologie                      | Maxim Bouchard         | Karine Vanasse            | Sarah-Maude Petit                       | Claudia Bouvette                  | Renaud Bouchard               | Germain Houde          |
| Biologie                      | Maxim Bouchard         | Karine Vanasse            | Dave Vachon                             | Léo Caron                         | Anne Trépanier                | Linda Sorgini          |
| Biologie                      | Maxim Bouchard         | Karine Vanasse            | Mishka Trépanier                        | Ariane Legault                    | Patrick Bouchard              | Frédéric Lemay         |
| Biologie                      | Maxim Bouchard         | Karine Vanasse            | Marjorie Labonté                        | Yancy Chery                       | Martin Lagacé                 | Sébastien Ricard       |
| Biologie                      | Maxim Bouchard         | Karine Vanasse            | Charlie Jobin                           | Jenyane Provencher                | Andréanne Gauthier            | Élyse Marquis          |
| Biologie                      | Maxim Bouchard         | Karine Vanasse            | Annie Delvecchio                        | Stéphanie Arav-Clocchiatti        | Ariane Lesage                 | Nathalie Mallette      |
| Biologie                      | Maxim Bouchard         | Karine Vanasse            |                                         |                                   | Antoine Landry                | Patrick Labbé          |
| Biologie                      | Maxim Bouchard         | Karine Vanasse            | Marie-Louise Nadeau                     | Sophie Prégent                    |                               |                        |
| Biologie                      | Maxim Bouchard         | Karine Vanasse            | Véronique Aubé                          | Jacynthe René                     |                               |                        |
| Biologie                      | Maxim Bouchard         | Karine Vanasse            | Hugo Dufresne                           | François Chénier                  |                               |                        |
| Biologie                      | Maxim Bouchard         | Karine Vanasse            | Juliette Dufresne                       | Catherine Lachance                |                               |                        |
| Biologie                      | Maxim Bouchard         | Karine Vanasse            | Michelle Desjardins                     | Judith Baribeau                   |                               |                        |
| Biologie                      | Maxim Bouchard         | Karine Vanasse            | Lucie Marcoux                           | Maxim Roy                         |                               |                        |
| Biologie                      | Maxim Bouchard         | Karine Vanasse            | Raphael Chénier-Leduc                   | Benoît McGinnis                   |                               |                        |
| Biologie                      | Maxim Bouchard         | Karine Vanasse            | Stéphane Boudrias                       | Louis Champagne                   |                               |                        |
| Biologie                      | Maxim Bouchard         | Karine Vanasse            | Madeleine Rousseau                      | Pascale Bussières                 |                               |                        |
| Biologie                      | Maxim Bouchard         | Karine Vanasse            | Jean-René Petit                         | Stéphane Demers                   |                               |                        |
| Biologie                      | Maxim Bouchard         | Karine Vanasse            | Richard Sanscartier                     | Dan Bigras                        |                               |                        |
| Biologie                      | Maxim Bouchard         | Karine Vanasse            | André Paradis                           | Jean-Michel Anctil                |                               |                        |
| Biologie                      | Maxim Bouchard         | Karine Vanasse            | Luc Vachon                              | Sébastien Gauthier                |                               |                        |
| Biologie                      | Maxim Bouchard         | Karine Vanasse            | Isabelle Guilbault                      | Amélie Grenier                    |                               |                        |
| Biologie                      | Maxim Bouchard         | Karine Vanasse            | Maître Bourbonnais Jonathan Bourbonnais | Louis-David MorasseThomas B. Côté |                               |                        |
| Biologie                      | Maxim Bouchard         | Karine Vanasse            | Mère de Mishka                          | Brigitte Paquette                 |                               |                        |
| Biologie                      | Maxim Bouchard         | Karine Vanasse            | Flora                                   | Cleo Tellier                      |                               |                        |
| Biologie                      | Maxim Bouchard         | Karine Vanasse            | Éric Pothier                            | Michel Charrette                  |                               |                        |
| Biologie                      | Maxim Bouchard         | Karine Vanasse            | Caroline Jobin                          | Isabelle Guérard                  |                               |                        |
| Biologie                      | Maxim Bouchard         | Karine Vanasse            | Agnès Jobin                             | Johanne Marie Tremblay            |                               |                        |
| Biologie                      | Maxim Bouchard         | Karine Vanasse            | Michel Castonguay                       | Michel Laperrière                 |                               |                        |
| Biologie                      | Maxim Bouchard         | Karine Vanasse            | Jocelyne                                | Nadia Essadiqi                    |                               |                        |
| Biologie                      | Maxim Bouchard         | Karine Vanasse            | Me Josée Levasseur                      | Rose-Maïté Erkoreka               |                               |                        |
| Biologie                      | Maxim Bouchard         | Karine Vanasse            | Emmanuelle                              | Aurélie Morgane                   |                               |                        |
| Biologie                      | Maxim Bouchard         | Karine Vanasse            | Ghislain Delvecchio                     | Marc Béland                       |                               |                        |
| Biologie                      | Maxim Bouchard         | Karine Vanasse            | Manon Levasseur                         | Geneviève Rochette                |                               |                        |
| Biologie                      | Maxim Bouchard         | Karine Vanasse            | Sophie                                  | Julie Delafrenière                |                               |                        |
| Biologie                      | Maxim Bouchard         | Karine Vanasse            | Stéphane Cormier                        | Yvan Benoit                       |                               |                        |
| Biologie                      | Maxim Bouchard         | Karine Vanasse            | Juge Caouette                           | Normand Lévesque                  |                               |                        |
| Biologie                      | Maxim Bouchard         | Karine Vanasse            | Jean-Pierre Perreault                   | Norman Helms                      |                               |                        |
| Saison 6 (Automne 2013)       |                        |                           |                                         |                                   |                               |                        |
| Arts plastiques               | Élisabeth Bergeron     | Mariloup Wolfe            | Anaïs Béliveau                          | Brenda L'Écuyer                   | Alain Chartier                | André Robitaille       |
| Arts plastiques               | Élisabeth Bergeron     | Mariloup Wolfe            | Rosella Di Lorio                        | Caroline Tosti                    | Émilie Charlebois             | Myriam Leblanc         |
| Arts plastiques               | Élisabeth Bergeron     | Mariloup Wolfe            | Emma-Lee Beauséjour                     | Kloé Jiangzhu Arseneau            | Monique Duhamel               | Louise Latraverse      |
| Arts plastiques               | Élisabeth Bergeron     | Mariloup Wolfe            | Marie-Mia Pronovost                     | Pénéloppe Langlois-Major          | Juliette Chartier             | Catherine Lamarre      |
| Arts plastiques               | Élisabeth Bergeron     | Mariloup Wolfe            | Saku-Gene Boulanger                     | Anthony Héroux                    | Raphaël Chénier-Leduc         | Benoît McGinnis        |
| Arts plastiques               | Élisabeth Bergeron     | Mariloup Wolfe            | Anthony Béland-Camirand                 | Jean-Luc Terriault                | Stéphane Boudrias             | Louis Champagne        |
| Arts plastiques               | Élisabeth Bergeron     | Mariloup Wolfe            | Olivier Gareau-Bastien                  | William Monette                   | Ariane Lesage                 | Nathalie Mallette      |
| Arts plastiques               | Élisabeth Bergeron     | Mariloup Wolfe            | Simon-Pier Boisjoli                     | Jérémy Monette                    | Richard Sanscartier           | Dan Bigras             |
| Arts plastiques               | Élisabeth Bergeron     | Mariloup Wolfe            | Félix-André Jacob                       | Dominik Michon-Dagenais           | André Paradis                 | Jean-Michel Anctil     |
| Arts plastiques               | Élisabeth Bergeron     | Mariloup Wolfe            | Tania Boucher                           | Alexe-Anne Godin                  | Éric Lupien                   | Patrick Drolet         |
| Arts plastiques               | Élisabeth Bergeron     | Mariloup Wolfe            | Gabrielle Poliquin                      | Emma Elle Patterson               | Éric Pothier                  | Michel Charette        |
| Arts plastiques               | Élisabeth Bergeron     | Mariloup Wolfe            | Vivi-Anne Lapierre                      | Carla Mezquita-Honhon             | Myriam Gendron                | Marie-Chantal Perron   |
| Arts plastiques               | Élisabeth Bergeron     | Mariloup Wolfe            | Léanne Meloche                          | Lou Vincent-Desrosiers            | Jean-Bernard Béliveau         | Gabriel Sabourin       |
| Arts plastiques               | Élisabeth Bergeron     | Mariloup Wolfe            |                                         |                                   | Alain Pothier                 | Claude Laroche         |
| Arts plastiques               | Élisabeth Bergeron     | Mariloup Wolfe            | Hugo Bonneau                            | Pierre-François Legendre          |                               |                        |
| Arts plastiques               | Élisabeth Bergeron     | Mariloup Wolfe            | Louis Di Lorio                          | Gildor Roy                        |                               |                        |
| Arts plastiques               | Élisabeth Bergeron     | Mariloup Wolfe            | Béatrice Di Lorio                       | Élyse Aussant                     |                               |                        |
| Arts plastiques               | Élisabeth Bergeron     | Mariloup Wolfe            | Philippe Desforges                      | Paul Ahmarani                     |                               |                        |
| Arts plastiques               | Élisabeth Bergeron     | Mariloup Wolfe            | Me Suzie Perron                         | Isabelle Miquelon                 |                               |                        |
| Arts plastiques               | Élisabeth Bergeron     | Mariloup Wolfe            | Me Josée Levasseur                      | Rose-Maïté Erkoreka               |                               |                        |
| Arts plastiques               | Élisabeth Bergeron     | Mariloup Wolfe            | André Paradis                           | Jean-Michel Anctil                |                               |                        |
| Arts plastiques               | Élisabeth Bergeron     | Mariloup Wolfe            | Jean-Luc Trépanier                      | Stéfan Perreault                  |                               |                        |
| Arts plastiques               | Élisabeth Bergeron     | Mariloup Wolfe            | Véronique Béland                        | Catherine Allard                  |                               |                        |
| Arts plastiques               | Élisabeth Bergeron     | Mariloup Wolfe            | Roseanne Béland-Camirand                | Marie-Félixe Allard               |                               |                        |
| Arts plastiques               | Élisabeth Bergeron     | Mariloup Wolfe            | Mario Camirand                          | Pierre Gendron                    |                               |                        |
| Arts plastiques               | Élisabeth Bergeron     | Mariloup Wolfe            | Rosalie Desforges                       | Camille Mongeau                   |                               |                        |
| Arts plastiques               | Élisabeth Bergeron     | Mariloup Wolfe            | Frédérique Beauséjour                   | Isabelle Cyr                      |                               |                        |
| Arts plastiques               | Élisabeth Bergeron     | Mariloup Wolfe            | Marc-André Poliquin                     | Stéphan Dubeau                    |                               |                        |
| Arts plastiques               | Élisabeth Bergeron     | Mariloup Wolfe            | Katia Sauvé                             | Karyne Lemieux                    |                               |                        |
| Arts plastiques               | Élisabeth Bergeron     | Mariloup Wolfe            | Michel Jacob                            | Marc Paquet                       |                               |                        |
| Arts plastiques               | Élisabeth Bergeron     | Mariloup Wolfe            | Mathieu Brousseau                       | Maxime Le Flaguais                |                               |                        |
| Arts plastiques               | Élisabeth Bergeron     | Mariloup Wolfe            | Martin Gareau-Bastien                   | Blaise Tardif                     |                               |                        |
| Arts plastiques               | Élisabeth Bergeron     | Mariloup Wolfe            | Catherine Farad                         | Tania Kontoyanni                  |                               |                        |
| Arts plastiques               | Élisabeth Bergeron     | Mariloup Wolfe            | Marjorie Grenier                        | Catherine Bérubé                  |                               |                        |
| Arts plastiques               | Élisabeth Bergeron     | Mariloup Wolfe            | Antoine Boucher                         | Martin Laroche                    |                               |                        |
| Arts plastiques               | Élisabeth Bergeron     | Mariloup Wolfe            | Louise-Marie Dorcé                      | Patricia Mckenzie                 |                               |                        |
| Arts plastiques               | Élisabeth Bergeron     | Mariloup Wolfe            | David Boulanger                         | Marc Fournier                     |                               |                        |
| Arts plastiques               | Élisabeth Bergeron     | Mariloup Wolfe            | Colette Masson                          | Nadia Paradis                     |                               |                        |
| Arts plastiques               | Élisabeth Bergeron     | Mariloup Wolfe            | Yannick Pronovost                       | Frédéric Paquet                   |                               |                        |
| Arts plastiques               | Élisabeth Bergeron     | Mariloup Wolfe            | Fanny Gignac                            | Isabelle Lemme                    |                               |                        |
| Arts plastiques               | Élisabeth Bergeron     | Mariloup Wolfe            | Marilyne                                | Marie Doyon                       |                               |                        |
| Saison 7 (Hiver 2014)         |                        |                           |                                         |                                   |                               |                        |
| Éthique et Culture religieuse | Michel Marcotte        | Benoît Brière             | Sammy Azoulay                           | Théodore Chouinard-Pellerin       | Marie Coallier                | Mélanie Maynard        |
| Éthique et Culture religieuse | Michel Marcotte        | Benoît Brière             | Alice Bertrand                          | Kiliane Thibaudeau                | Raphaël Chénier-Leduc         | Benoît McGinnis        |
| Éthique et Culture religieuse | Michel Marcotte        | Benoît Brière             | William Brissette                       | Lou-Pascal Tremblay               | Émilie Charlebois             | Myriam Leblanc         |
| Éthique et Culture religieuse | Michel Marcotte        | Benoît Brière             | Alana Xianfan                           | Laurence Barrette                 | Stéphane Boudrias             | Louis Champagne        |
| Éthique et Culture religieuse | Michel Marcotte        | Benoît Brière             | Mobibo Touré                            | Madani Tall                       | Ariane Lesage                 | Nathalie Mallette      |
| Éthique et Culture religieuse | Michel Marcotte        | Benoît Brière             | Florence Soro                           | Abeille Cloutier                  | Éric Lupien                   | Patrick Drolet         |
| Éthique et Culture religieuse | Michel Marcotte        | Benoît Brière             | Nathan Bournival                        | Charles-Émile Lafleur             | André Paradis                 | Jean-Michel Anctil     |
| Éthique et Culture religieuse | Michel Marcotte        | Benoît Brière             | Léanne Meloche                          | Lou Vincent-Desrosiers            | Carlos Lopez                  | Sasha Charles          |
| Éthique et Culture religieuse | Michel Marcotte        | Benoît Brière             | Olivia Trahan                           | Laurie-Jade Rochon                | Éric Pothier                  | Michel Charrette       |
| Éthique et Culture religieuse | Michel Marcotte        | Benoît Brière             | Jésus Marti                             | Francis Martin                    | Richard Sanscartier           | Dan Bigras             |
| Éthique et Culture religieuse | Michel Marcotte        | Benoît Brière             | Marie Haddad                            | Ëléonore Lagacé                   | Me Josée Levasseur            | Rose-Maïté Erkoreka    |
| Éthique et Culture religieuse | Michel Marcotte        | Benoît Brière             |                                         |                                   | Katia Perrault                | Jessica Barker         |
| Éthique et Culture religieuse | Michel Marcotte        | Benoît Brière             | Alain Pothier                           | Claude Laroche                    |                               |                        |
| Éthique et Culture religieuse | Michel Marcotte        | Benoît Brière             | Pierre Champagne                        | Rémy Girard                       |                               |                        |
| Éthique et Culture religieuse | Michel Marcotte        | Benoît Brière             | Jessica Marcotte                        | Julie Ringuette                   |                               |                        |
| Éthique et Culture religieuse | Michel Marcotte        | Benoît Brière             | Chloé                                   | Émilie-Rose Laplante              |                               |                        |
| Éthique et Culture religieuse | Michel Marcotte        | Benoît Brière             | Sacha                                   | Noah Parker                       |                               |                        |
| Éthique et Culture religieuse | Michel Marcotte        | Benoît Brière             | Alia Azoulay                            | Sabine Karsenti                   |                               |                        |
| Éthique et Culture religieuse | Michel Marcotte        | Benoît Brière             | Farshid Khayyan                         | Adam Reid                         |                               |                        |
| Éthique et Culture religieuse | Michel Marcotte        | Benoît Brière             | Stéphanie Haddad                        | Catherine Sénart                  |                               |                        |
| Éthique et Culture religieuse | Michel Marcotte        | Benoît Brière             | Claude Bournival                        | Mario Saint-Amand                 |                               |                        |
| Éthique et Culture religieuse | Michel Marcotte        | Benoît Brière             | Claudine Trahan                         | Salomé Corbo                      |                               |                        |
| Éthique et Culture religieuse | Michel Marcotte        | Benoît Brière             | Ginette Guinard                         | Andrée Lachapelle                 |                               |                        |
| Éthique et Culture religieuse | Michel Marcotte        | Benoît Brière             | Sophie Charest                          | Évelyne Rompré                    |                               |                        |
| Éthique et Culture religieuse | Michel Marcotte        | Benoît Brière             | Louis Bertrand                          | Vincent Leclerc                   |                               |                        |
| Éthique et Culture religieuse | Michel Marcotte        | Benoît Brière             | Francis Bertrand                        | Robert Naylor                     |                               |                        |
| Éthique et Culture religieuse | Michel Marcotte        | Benoît Brière             | Steve Dunn                              | Alexandre L'Heureux               |                               |                        |
| Saison 8 (Automne 2014)       |                        |                           |                                         |                                   |                               |                        |
| Géographie                    | Lou Gauthier           | Mélissa Désormeaux-Poulin | Laurence Beaulieu                       | Nan Desrochers                    | Hubert Gauthier               | Bernard Fortin         |
| Géographie                    | Lou Gauthier           | Mélissa Désormeaux-Poulin | Jahan Khayyan                           | Nikola Masri                      | Raphaël Chénier-Leduc         | Benoît McGinnis        |
| Géographie                    | Lou Gauthier           | Mélissa Désormeaux-Poulin | Benjamin Roussel                        | Samuel Gauthier                   | Émilie Charlebois             | Myriam Leblanc         |
| Géographie                    | Lou Gauthier           | Mélissa Désormeaux-Poulin | Marianne Tassė                          | Laurence Laflamme                 | Stéphane Boudrias             | Louis Champagne        |
| Géographie                    | Lou Gauthier           | Mélissa Désormeaux-Poulin | Erik Anderson                           | Luka Limoges                      | Ariane Lesage                 | Nathalie Mallette      |
| Géographie                    | Lou Gauthier           | Mélissa Désormeaux-Poulin | Amélie Brault-Castonguay                | Juliette Gariepy                  | Éric Lupien                   | Patrick Drolet         |
| Géographie                    | Lou Gauthier           | Mélissa Désormeaux-Poulin | Jérémi Joseph Melançon                  | Karl-Antoine Suprice              | André Paradis                 | Jean-Michel Anctil     |
| Géographie                    | Lou Gauthier           | Mélissa Désormeaux-Poulin | Camille Masson                          | Élizabeth Adam                    | Carlos Lopez                  | Sacha Charles          |
| Géographie                    | Lou Gauthier           | Mélissa Désormeaux-Poulin | Marie-Soleil Bissonnette                | Béatrice Petitclerc               | Éric Pothier                  | Michel Charette        |
| Géographie                    | Lou Gauthier           | Mélissa Désormeaux-Poulin | Leyla Desjardins                        | Rosalie Bonenfant                 | Richard Sanscartier           | Dan Bigras             |
| Géographie                    | Lou Gauthier           | Mélissa Désormeaux-Poulin | Assad Boumaza                           | Neil James Elias                  | Katia Perreault               | Jessica Barker         |
| Géographie                    | Lou Gauthier           | Mélissa Désormeaux-Poulin |                                         |                                   | Pierre Champagne              | Rémy Girard            |
| Géographie                    | Lou Gauthier           | Mélissa Désormeaux-Poulin | Louis St. Onge                          | Vincent Hoss-Desmarais            |                               |                        |
| Géographie                    | Lou Gauthier           | Mélissa Désormeaux-Poulin | Marielle Cormier                        | Louison Danis                     |                               |                        |
| Géographie                    | Lou Gauthier           | Mélissa Désormeaux-Poulin | Catherine Cormier                       | Marie-Hélène Thibault             |                               |                        |
| Géographie                    | Lou Gauthier           | Mélissa Désormeaux-Poulin | Martin Beaulieu                         | Alexis Bélec                      |                               |                        |
| Géographie                    | Lou Gauthier           | Mélissa Désormeaux-Poulin | Hania Boumaza                           | Karina Aktouf                     |                               |                        |
| Géographie                    | Lou Gauthier           | Mélissa Désormeaux-Poulin | André Masson                            | Steve Laplante                    |                               |                        |
| Géographie                    | Lou Gauthier           | Mélissa Désormeaux-Poulin | Mère d'André                            | Hélène Grégoire                   |                               |                        |
| Géographie                    | Lou Gauthier           | Mélissa Désormeaux-Poulin | Guy Melançon                            | Stéphane Crête                    |                               |                        |
| Géographie                    | Lou Gauthier           | Mélissa Désormeaux-Poulin | Joëlle Lacoursière                      | Isabelle Roy                      |                               |                        |
| Géographie                    | Lou Gauthier           | Mélissa Désormeaux-Poulin | Paul Anderson                           | Frédéric Gilles                   |                               |                        |
| Géographie                    | Lou Gauthier           | Mélissa Désormeaux-Poulin | Lydia Anderson                          | Marianne Farley                   |                               |                        |
| Géographie                    | Lou Gauthier           | Mélissa Désormeaux-Poulin | Patrick Castonguay                      | Éloi Archambaudoin                |                               |                        |
| Géographie                    | Lou Gauthier           | Mélissa Désormeaux-Poulin | Caroline Brault                         | Rachel Fontaine                   |                               |                        |
| Géographie                    | Lou Gauthier           | Mélissa Désormeaux-Poulin | Manon                                   | Marie Charlebois                  |                               |                        |
| Géographie                    | Lou Gauthier           | Mélissa Désormeaux-Poulin | Michel                                  | Mickaël Gouin                     |                               |                        |
| Géographie                    | Lou Gauthier           | Mélissa Désormeaux-Poulin | Valérie Bissonnette                     | Isabelle Brouillette              |                               |                        |
| Géographie                    | Lou Gauthier           | Mélissa Désormeaux-Poulin | Lucie Rainville                         | Karen Elkin                       |                               |                        |
| Géographie                    | Lou Gauthier           | Mélissa Désormeaux-Poulin | Christophe Bissonnette                  | Pierre-Alexandre Fortin           |                               |                        |
| Géographie                    | Lou Gauthier           | Mélissa Désormeaux-Poulin | Farshid Khayyan                         | Adam Reid                         |                               |                        |
| Géographie                    | Lou Gauthier           | Mélissa Désormeaux-Poulin | Alia Azoulay                            | Sabine Karsenti                   |                               |                        |
| Géographie                    | Lou Gauthier           | Mélissa Désormeaux-Poulin | Sammy Azoulay                           | Théodore Chouinard-Pellerin       |                               |                        |
| Géographie                    | Lou Gauthier           | Mélissa Désormeaux-Poulin | Léanne Meloche                          | Lou Vincent-Desrosiers            |                               |                        |
| Saison 9 (Hiver 2015)         |                        |                           |                                         |                                   |                               |                        |
| Musique                       | Samuel Pagé            | Émile Proulx-Cloutier     | Loïc Vanasse                            | Émilien Néron                     | Éléonore                      | Mirianne Brulé         |
| Musique                       | Samuel Pagé            | Émile Proulx-Cloutier     | Dany Drapeau                            | William Cloutier                  | Lorraine Vanasse              | Pascale Montpetit      |
| Musique                       | Samuel Pagé            | Émile Proulx-Cloutier     | Irma Andropov                           | Yulia Shupenia                    | Laurent Pagé                  | Xavier Huard           |
| Musique                       | Samuel Pagé            | Émile Proulx-Cloutier     | Jolène Racicot                          | Yogane Lacombe                    | « vieux » Pete                | Claude Robinson        |
| Musique                       | Samuel Pagé            | Émile Proulx-Cloutier     | Dufort Saint-Marcel                     | Paskal Monfret                    | Valérie                       | Geneviève Bilodeau     |
| Musique                       | Samuel Pagé            | Émile Proulx-Cloutier     | Naïma Kassabian                         | Émeraude Lapointe-Provost         | Raphael Chénier leduc         | Benoît McGinnis        |
| Musique                       | Samuel Pagé            | Émile Proulx-Cloutier     | Monica Normandeau                       | Frédérique Cyr-Deschênes          | Stéphane Boudrias             | Louis Champagne        |
| Musique                       | Samuel Pagé            | Émile Proulx-Cloutier     | Shirley Prince                          | Maureen Adelson                   | Pierre Champagne              | Rémy Girard            |
| Musique                       | Samuel Pagé            | Émile Proulx-Cloutier     | Marie Janoviak                          | Tiffany Montambault               | Ariane Lesage                 | Nathalie Mallette      |
| Musique                       | Samuel Pagé            | Émile Proulx-Cloutier     | Laurent Jutras                          | Nicolas Fontaine                  | Éric Lupien                   | Patrick Drolet         |
| Musique                       | Samuel Pagé            | Émile Proulx-Cloutier     |                                         |                                   | Émilie Charlebois             | Myriam Leblanc         |
| Musique                       | Samuel Pagé            | Émile Proulx-Cloutier     | Mathieu Brousseau                       | Maxime LeFlaguais                 |                               |                        |
| Musique                       | Samuel Pagé            | Émile Proulx-Cloutier     | Éric Pothier                            | Michel Charette                   |                               |                        |
| Musique                       | Samuel Pagé            | Émile Proulx-Cloutier     | Katia Perreault                         | Jessica Barker                    |                               |                        |
| Musique                       | Samuel Pagé            | Émile Proulx-Cloutier     | Marianne Tanguay                        | Bénédicte Décary                  |                               |                        |
| Musique                       | Samuel Pagé            | Émile Proulx-Cloutier     | Philippe Mercier                        | Denis Trudel                      |                               |                        |
| Musique                       | Samuel Pagé            | Émile Proulx-Cloutier     | Richard Sanscartier                     | Dan Bigras                        |                               |                        |
| Musique                       | Samuel Pagé            | Émile Proulx-Cloutier     | Philippe Desforges                      | Paul Ahmarani                     |                               |                        |
| Musique                       | Samuel Pagé            | Émile Proulx-Cloutier     | Sammy Azoulay                           | Théodore Pellerin                 |                               |                        |
| Musique                       | Samuel Pagé            | Émile Proulx-Cloutier     | Léanne Meloche                          | Lou Vincent-Desrosiers            |                               |                        |
| Saison 10 (Automne 2015)      |                        |                           |                                         |                                   |                               |                        |
| Projet intégrateur            | Jean-François Mailloux | Denis Bouchard            | Kelly-Anne Lachance                     | Zoé Boudou                        | Raphael Chénier-Leduc         | Benoît McGinnis        |
| Projet intégrateur            | Jean-François Mailloux | Denis Bouchard            | Zoé Veilleux                            | Ariane Lamontagne-Pruneau         | Pierre Champagne              | Rémy Girard            |
| Projet intégrateur            | Jean-François Mailloux | Denis Bouchard            | Gabriel Edelman                         | Guillaume Chaput-Borys            | Eric Pothier                  | Michel Charette        |
| Projet intégrateur            | Jean-François Mailloux | Denis Bouchard            | Horacio St-Germain                      | Gabriel Damas                     | Ariane Lesage                 | Nathalie Mallette      |
| Projet intégrateur            | Jean-François Mailloux | Denis Bouchard            | Catherine Savoie                        | Mariane Lalumiere                 | Eric Lupien                   | Patrick Drolet         |
| Projet intégrateur            | Jean-François Mailloux | Denis Bouchard            | Andréanne Bazzaro                       | Mélissa Iguer                     | Richard Sanscartier           | Dan Bigras             |
| Projet intégrateur            | Jean-François Mailloux | Denis Bouchard            | Arthur Brousseau                        | Tom-Eliott Girard                 | Katia Perreault               | Jessica Barker         |
| Projet intégrateur            | Jean-François Mailloux | Denis Bouchard            | Jacob McKenzie                          | Gabriel Forest                    | Marianne Tanguay              | Benedicte Decary       |
| Projet intégrateur            | Jean-François Mailloux | Denis Bouchard            | Noémie Nadeau                           | Kimberley Langevin                | Émilie Charlebois             | Myriam Leblanc         |
| Projet intégrateur            | Jean-François Mailloux | Denis Bouchard            | Sam-Rioux-Couillard                     | Laurent Déry-Lauzier              | Isabelle Cousineau            | Julie Perreault        |
| Projet intégrateur            | Jean-François Mailloux | Denis Bouchard            | Marie Janoviak                          | Tiffany Montambault               | Nicolas Lachance              | Alexandre Fortin       |
| Projet intégrateur            | Jean-François Mailloux | Denis Bouchard            | Warda Al Saoud                          | Léa Jaouich                       | Sylvie Lachance               | Sophie Cadieux         |
| Projet intégrateur            | Jean-François Mailloux | Denis Bouchard            |                                         |                                   | Stéphane Boudrias             | Louis Champagne        |
| Projet intégrateur            | Jean-François Mailloux | Denis Bouchard            | Monique                                 | Christiane Pasquier               |                               |                        |
| Projet intégrateur            | Jean-François Mailloux | Denis Bouchard            | Cédric                                  | Jean-Simon Leduc                  |                               |                        |
| Projet intégrateur            | Jean-François Mailloux | Denis Bouchard            | Père de Warda                           | Belkacem Lahbairi                 |                               |                        |
| Projet intégrateur            | Jean-François Mailloux | Denis Bouchard            | Mère de Warda                           | Zalfa Chelot                      |                               |                        |
| Projet intégrateur            | Jean-François Mailloux | Denis Bouchard            | Grand-Père Lachance                     | Michel Ouellette                  |                               |                        |
| Saison 11 (Hiver 2016)        |                        |                           |                                         |                                   |                               |                        |
| Groupe 57                     | Isabelle Cousineau     | Julie Perreault           | Martin St-Gelais                        | Xavier Hovington-Dupuis           | Raphael Chénier-Leduc         | Benoît McGinnis        |
| Groupe 57                     | Isabelle Cousineau     | Julie Perreault           | Théo Magonès                            | Jonathan St-Armand                | Pierre Champagne              | Rémy Girard            |
| Groupe 57                     | Isabelle Cousineau     | Julie Perreault           | Maya Desmarais                          | Rose-Marie Perreault              | Eric Pothier                  | Michel Charette        |
| Groupe 57                     | Isabelle Cousineau     | Julie Perreault           | Patricia Lhérisson                      | Bénédicte Bélizaire               | Ariane Lesage                 | Nathalie Mallette      |
| Groupe 57                     | Isabelle Cousineau     | Julie Perreault           | Iris Gentili                            | Jessica Iacobaccio                | Éric Lupien                   | Patrick Drolet         |
| Groupe 57                     | Isabelle Cousineau     | Julie Perreault           | Ramon Garcia                            | Lucas Di Tecco                    | David Gravel                  | Guillaume Cyr          |
| Groupe 57                     | Isabelle Cousineau     | Julie Perreault           | Luca Laferrière                         | Audrey Roger                      | Stéphane Boudrias             | Louis Champagne        |
| Groupe 57                     | Isabelle Cousineau     | Julie Perreault           | Dany Constant                           | Uapeshkuss Thernish               | Émilie Charlebois             | Myriam Leblanc         |
| Groupe 57                     | Isabelle Cousineau     | Julie Perreault           | Célia Alvarez                           | Élodie Maboudou                   | Richard Sanscartier           | Dan Bigras             |
| Groupe 57                     | Isabelle Cousineau     | Julie Perreault           | Guillaume Bissonnette                   | Maxime-Olivier Potvin             | Alain Chartier                | André Robitaille       |
| Groupe 57                     | Isabelle Cousineau     | Julie Perreault           | Romy Bourbonnais                        | Clara Bernardo                    | Élisabeth Bergeron            | Mariloup Wolfe         |
| Groupe 57                     | Isabelle Cousineau     | Julie Perreault           |                                         |                                   | Samuel Pagé                   | Émile Proulx-Cloutier  |
| Groupe 57                     | Isabelle Cousineau     | Julie Perreault           | Jean-François Mailloux                  | Denis Bouchard                    |                               |                        |
| Groupe 57                     | Isabelle Cousineau     | Julie Perreault           | Cédric                                  | Jean-Simon Leduc                  |                               |                        |
| Groupe 57                     | Isabelle Cousineau     | Julie Perreault           | Éléonore                                | Mirianne Brûlé                    |                               |                        |
| Groupe 57                     | Isabelle Cousineau     | Julie Perreault           | Katia Perreault                         | Jessica Barker                    |                               |                        |
| Groupe 57                     | Isabelle Cousineau     | Julie Perreault           | Marianne Tanguay                        | Bénédicte Décary                  |                               |                        |
| Groupe 57                     | Isabelle Cousineau     | Julie Perreault           | Philippe Desforges                      | Paul Ahmarani                     |                               |                        |
| Groupe 57                     | Isabelle Cousineau     | Julie Perreault           | Philippe Mercier                        | Denis Trudel                      |                               |                        |
| Groupe 57                     | Isabelle Cousineau     | Julie Perreault           | Kathleen Denoncourt                     | Julie Deslauriers                 |                               |                        |
| Groupe 57                     | Isabelle Cousineau     | Julie Perreault           | Andréanne Gauthier                      | Élyse Marquis                     |                               |                        |
| Groupe 57                     | Isabelle Cousineau     | Julie Perreault           | Nicolas Valiquette                      | Alexandre Landry                  |                               |                        |
| Groupe 57                     | Isabelle Cousineau     | Julie Perreault           | Danielle St-Gelais                      | Louise Bombardier                 |                               |                        |
| Groupe 57                     | Isabelle Cousineau     | Julie Perreault           | Bruce Magonès                           | Benz Antoine                      |                               |                        |
| Groupe 57                     | Isabelle Cousineau     | Julie Perreault           | Dominic Gentili                         | Jean L'Italien                    |                               |                        |
| Groupe 57                     | Isabelle Cousineau     | Julie Perreault           | Yann Poirier                            | Olivier Barrette                  |                               |                        |
| Groupe 57                     | Isabelle Cousineau     | Julie Perreault           | Benoît Laferrière                       |                                   |                               |                        |
| Groupe 57                     | Isabelle Cousineau     | Julie Perreault           | Mme Croteau                             |                                   |                               |                        |
| Groupe 57                     | Isabelle Cousineau     | Julie Perreault           | Rhonda                                  | Sarah Hansen                      |                               |                        |
| Groupe 57                     | Isabelle Cousineau     | Julie Perreault           | Sergente Annie Cournoyer                | Joanie Martel                     |                               |                        |
| Groupe 57                     | Isabelle Cousineau     | Julie Perreault           | L'inspecteur                            |                                   |                               |                        |
| Groupe 57                     | Isabelle Cousineau     | Julie Perreault           | Kimberly                                |                                   |                               |                        |
| Groupe 57                     | Isabelle Cousineau     | Julie Perreault           | Jean-Baptiste «Jibi»                    | Steve Bastien                     |                               |                        |
|                               |                        |                           |                                         |                                   | Josée                         | Ingrid Falaise         |

## Production

### Concept
Une saison de l'émission correspond à 60 émissions diffusées sur quinze semaines. Il y a donc deux saisons par année, celle d'automne et celle d'hiver.

### Fiche technique
- Création : Fabienne Larouche
- Réalisation : François Bouvier, Mariloup Wolfe, Guillaume Lemay-Thivierge, Danièle Méthot et Louis Bolduc
- Scénario : Fabienne Larouche
- Directeur artistique : Marc Gadoury
- Décors : Kalina Ivanov
- Costumes: Jennifer Tremblay
- Photographie : François Marcouiller
- Montage : Cédric Coussy
- Son : Stéphan Roy
- Musique : Miklos Simpson
- Casting : Lucie Robitaille
- Producteurs : Fabienne Larouche et Michel Trudeau
- Producteurs exécutifs : Fabienne Larouche, Michel Trudeau, Sébastien Pigeon et Sylvie Lacoste
- Société de production : AETIOS Productions inc. avec la collaboration de ICI Radio-Canada Télé
- Pays d'origine :  Canada
- Langue originale : Français
- Format : couleur - 35 mm - 1,78:1 - son Dolby Digital
- Genre : dramatique et téléroman
- Durée : 22 minutes

## Épisodes

### Saison 1 (hiver 2011)
Du 11 janvier au 21 avril 2011.

### Saison 2 (automne 2011)
Du 12 septembre au 22 décembre 2011.

### Saison 3 (hiver 2012)
Du 9 janvier au 19 avril 2012.

### Saison 4 (automne 2012)
Du 10 septembre au 20 décembre 2012.

### Saison 5 (hiver 2013)
Du 7 janvier au 18 avril 2013.

### Saison 6 (automne 2013)
Du 9 septembre au 19 décembre 2013.

### Saison 7 (hiver 2014)
Du 6 janvier 2014 au 1er mai 2014.

### Saison 8 (automne 2014)
Du 8 septembre 2014 au 18 décembre 2014.

### Saison 9 (hiver 2015)
Du 5 janvier 2015 au 16 avril 2015.

### Saison 10 (Automne 2015)
Depuis le 7 septembre 2015

## Enseignants
Chaque saison de 30 vies a son propre enseignant, qui a sa propre matière. Voici les enseignants du Vieux-Havre.
| Nom de l'enseignant    | Acteurs                   | Saison                            | Matière                       |
| ---------------------- | ------------------------- | --------------------------------- | ----------------------------- |
| Gabrielle Fortin       | Marina Orsini             | Hiver 2011, Automne 2011 (1 et 2) | Français                      |
| Vincent Picard         | Guillaume Lemay-Thivierge | Hiver 2012 (3)                    | Histoire                      |
| Marie-Angèle Caron     | Élise Guilbault           | Automne 2012 (4)                  | Arts dramatiques              |
| Maxim Bouchard         | Karine Vanasse            | Hiver 2013 (5)                    | Biologie                      |
| Élisabeth Bergeron     | Mariloup Wolfe            | Automne 2013 (6)                  | Arts plastiques               |
| Michel Marcotte        | Benoît Brière             | Hiver 2014 (7)                    | Éthique et Culture religieuse |
| Lou Gauthier           | Mélissa Désormeaux-Poulin | Automne 2014 (8)                  | Géographie                    |
| Samuel Pagé            | Émile Proulx-Cloutier     | Hiver 2015 (9)                    | Musique                       |
| Jean-François Mailloux | Denis Bouchard            | Automne 2015 (10)                 | Projet intégrateur            |
| Isabelle Cousineau     | Julie Perreault           | Hiver 2016 (11)                   | Groupe 57                     |

## Intrigues
30 vies est basée sur des intrigues de 4 et 8 émissions. Chaque intrigue suit un élève qui a son propre problème. Ces intrigues durent 1 ou 2 semaines selon les élèves. Au total, il y a 15 semaines chaque saison.
| Élèves                      | Problématiques abordées | Semaines              | Semaines              | Semaines              | Semaines              | Semaines              | Semaines              | Semaines              | Semaines              | Semaines              | Semaines              | Semaines              | Semaines              | Semaines              | Semaines              | Semaines              |
| Élèves                      | Problématiques abordées | 1                     | 2                     | 3                     | 4                     | 5                     | 6                     | 7                     | 8                     | 9                     | 10                    | 11                    | 12                    | 13                    | 14                    | 15                    |
| Saison 1 (Hiver 2011)       | Saison 1 (Hiver 2011) | Saison 1 (Hiver 2011) | Saison 1 (Hiver 2011) | Saison 1 (Hiver 2011) | Saison 1 (Hiver 2011) | Saison 1 (Hiver 2011) | Saison 1 (Hiver 2011) | Saison 1 (Hiver 2011) | Saison 1 (Hiver 2011) | Saison 1 (Hiver 2011) | Saison 1 (Hiver 2011) | Saison 1 (Hiver 2011) | Saison 1 (Hiver 2011) | Saison 1 (Hiver 2011) | Saison 1 (Hiver 2011) | Saison 1 (Hiver 2011) |
| --------------------------- | --- | --------------------- | --------------------- | --------------------- | --------------------- | --------------------- | --------------------- | --------------------- | --------------------- | --------------------- | --------------------- | --------------------- | --------------------- | --------------------- | --------------------- | --------------------- |
| Dominique Veilleux          | Il a des problèmes de lecture et inhale de l'essence. Son père est au chômage et sa mère a des ennuis au travail. | ♦                     | ♦                     |                       |                       |                       |                       |                       |                       |                       |                       |                       |                       |                       |                       |                       |
| Cassandra Vélasquez         | Elle est mère d'une petite fille qui a été prise en charge par la DPJ étant donné que sa famille fait partie d'un gang. |                       |                       | ♦                     |                       |                       |                       |                       |                       |                       |                       |                       |                       |                       |                       |                       |
| Daphnée Pothier             | Elle vit des problèmes familiaux avec son grand-père et son oncle. |                       |                       |                       | ♦                     | ♦                     |                       |                       |                       |                       |                       |                       |                       |                       |                       |                       |
| Nasser Hachim               | Conflit d'identité culturelle, tiraillé entre sa mère et la culture de son père qu'il n'a pas vu depuis longtemps. |                       |                       |                       |                       |                       | ♦                     | ♦                     |                       |                       |                       |                       |                       |                       |                       |                       |
| Amande Caron-Lafleur        | Elle cache le fait qu'elle aide une mère immigrée dans le besoin. |                       |                       |                       |                       |                       |                       |                       | ♦                     | ♦                     |                       |                       |                       |                       |                       |                       |
| Liam Pelletier              | Elle s'est fait agresser sexuellement par l'associé de son père. |                       |                       |                       |                       |                       |                       |                       |                       |                       | ♦                     | ♦                     |                       |                       |                       |                       |
| Blaise Saint-Germain        | Il subit les contrecoups des mauvaises relations entre son père et sa mère, et des problèmes causés par celle-ci. |                       |                       |                       |                       |                       |                       |                       |                       |                       |                       |                       | ♦                     | ♦                     |                       |                       |
| Cédric Masson               | Il est en centre et a des risques de comportements dangereux en voulant mettre feu à l'école du Vieux-Havre. |                       |                       |                       |                       |                       |                       |                       |                       |                       |                       |                       |                       |                       | ♦                     | ♦                     |
| Saison 2 (Automne 2011)     | |                       |                       |                       |                       |                       |                       |                       |                       |                       |                       |                       |                       |                       |                       |                       |
| Annie-Jade Tremblay         | Elle est tannée de toujours être la bonne fille aux belle notes. Elle vit mal le fait que son frère soit autiste. Elle va même jusqu’à presque prendre de la drogue. | ♦                     | ♦                     |                       |                       |                       |                       |                       |                       |                       |                       |                       |                       |                       |                       |                       |
| Jérémi Vaillancourt         | Il est amoureux d'une prostituée. Son père tient un bar de danseuses et sa grand-mère, une maison de prostitution. Sa mère, Gabrielle, est morte assassinée. |                       |                       | ♦                     | ♦                     |                       |                       |                       |                       |                       |                       |                       |                       |                       |                       |                       |
| Sean O'Toole                | Il prie pour sa mère mourante, atteinte du sida et il est lui-même séropositif. Le père Desrochers, qui l'aide, se fait suspecter de pédophilie à cause de ses activités secrètes avec Sean. |                       |                       |                       |                       | ♦                     |                       |                       |                       |                       |                       |                       |                       |                       |                       |                       |
| Mikaël Boucher              | Sa mère tient une boutique de lingerie fine. Son père est un homme macho qui ne supporte pas de voir son fils si peu masculin. |                       |                       |                       |                       |                       | ♦                     |                       |                       |                       |                       |                       |                       |                       |                       |                       |
| Rosalie Desforges           | Gabrielle suspecte Rosalie de faire du plagiat dans les textes qu'elle écrit. D'un autre côté, Rosalie a des relations difficiles avec sa famille. |                       |                       |                       |                       |                       |                       | ♦                     | ♦                     |                       |                       |                       |                       |                       |                       |                       |
| Shari Kahn                  | Shari a poignardé Annie-Jade parce qu'un autre adolescent dans le parc, endroit où l'agression a eu lieu, l'a obligé à rentrer le couteau dans la jeune femme. |                       |                       |                       |                       |                       |                       |                       |                       | ♦                     |                       |                       |                       |                       |                       |                       |
| Camille Fournier            | Camille chante par amour pour sa mère, qui n'a pas été capable de chanter jeune. Elle espère réussir, là où sa mère n'a pas réussi. |                       |                       |                       |                       |                       |                       |                       |                       |                       | ♦                     | ♦                     |                       |                       |                       |                       |
| Maggie St-Pierre            | Maggie ne veut pas montrer des photos d'elle étant jeune, puisqu'elle a des marques de blessures ayant été causées par un accident de voiture qui a tué sa petite sœur. Elle se mutile pour se faire du bien.                                                                                                   |                       |                       |                       |                       |                       |                       |                       |                       |                       |                       |                       | ♦                     |                       |                       |                       |
| Thomas Lefebvre-Caron       | Thomas est un joueur de hockey prometteur évoluant dans le midget AAA. Il est l'espoir le plus prometteur en vue du repêchage de la LHJMQ. Un recruteur le veut dans son équipe et lui promet plein de belles choses. Cependant, Thomas a de la difficulté à l'école et décide de se concentrer sur ses études. |                       |                       |                       |                       |                       |                       |                       |                       |                       |                       |                       |                       | ♦                     |                       |                       |
| Aurelie Bertrand            | Ses parents font partie d'une secte située en Estrie et son père est très exigeant envers elle. Lorsqu'Aurélie déroge de ses ordres, il la menace de l'envoyer en Estrie. Elle avise Gabrielle que si elle se rend là-bas, elle se suiciderait.                                                                 |                       |                       |                       |                       |                       |                       |                       |                       |                       |                       |                       |                       |                       | ♦                     | ♦                     |
| Saison 3 (Hiver 2012)       | |                       |                       |                       |                       |                       |                       |                       |                       |                       |                       |                       |                       |                       |                       |                       |
| Kevin Dufort                | Il souffre de paralysie cérébrale. Il agît de façon peu commune à son arrivée au Vieux-Havre. | ♦                     |                       |                       |                       |                       |                       |                       |                       |                       |                       |                       |                       |                       |                       |                       |
| Roxanne et Riana Carpentier | Roxanne et Riana ont une relation très tendue et leur mère se faisait auparavant battre par son père. Subitement, Riana semble adopter une drôle de comportement. |                       | ♦                     | ♦                     |                       |                       |                       |                       |                       |                       |                       |                       |                       |                       |                       |                       |
| Simon Gingras               | Sa sœur est une membre haut placé d'un gang montréalais qui est en guerre contre les Wild Bears, un gang rival. Simon tente d'aider sa sœur jusqu'à s'attirer des problèmes. |                       |                       |                       | ♦                     | ♦                     |                       |                       |                       |                       |                       |                       |                       |                       |                       |                       |
| Sung Despatie               | Son père n'a pas été présent durant sa jeunesse et ne l'est toujours pas, tandis que sa mère n'entretient pas une belle relation avec sa fille. |                       |                       |                       |                       |                       | ♦                     |                       |                       |                       |                       |                       |                       |                       |                       |                       |
| Louis-Vincent Monette       | Il déteste l'école, il désirerait abandonner l'école et devenir maçon. |                       |                       |                       |                       |                       |                       | ♦                     | ♦                     |                       |                       |                       |                       |                       |                       |                       |
| Mélanie Poulin              | Une fille tout à fait normale, qui subit de l'intimidation face à certaines camarades de classe. |                       |                       |                       |                       |                       |                       |                       |                       | ♦                     | ♦                     |                       |                       |                       |                       |                       |
| Carlo Chartrand-Montpetit   | Son père se drogue et vient de perdre son emploi. Carlo, désemparé, décide d'acheter lui-même de la drogue à son père, tandis que son frère subit de l'intimidation et du racisme. |                       |                       |                       |                       |                       |                       |                       |                       |                       |                       | ♦                     |                       |                       |                       |                       |
| Edmond-Pierre J.-C.         | Perdu dans ses pensées, par rapport à la libération de son père, il reprend contact avec son père, mais celui-ci retourne en prison rapidement. |                       |                       |                       |                       |                       |                       |                       |                       |                       |                       |                       | ♦                     |                       |                       |                       |
| Jenny-Anne Castonguay       | À la suite des pressions de son père, elle décide de se marier avec un homme beaucoup plus vieux qu'elle afin de ne plus être un problème dans la famille. |                       |                       |                       |                       |                       |                       |                       |                       |                       |                       |                       |                       | ♦                     |                       |                       |
| Anne-Sophie Cantin          | Sa mère, qui souffrait de dépression majeure, sort enfin de l'hôpital, ce qui semble troubler profondément Anne-Sophie. |                       |                       |                       |                       |                       |                       |                       |                       |                       |                       |                       |                       |                       | ♦                     | ♦                     |
| Saison 4 (Automne 2012)     | |                       |                       |                       |                       |                       |                       |                       |                       |                       |                       |                       |                       |                       |                       |                       |
| Catherine Desrochers        | Son père est mort et elle a de la difficulté à en faire le deuil. | ♦                     | ♦                     |                       |                       |                       |                       |                       |                       |                       |                       |                       |                       |                       |                       |                       |
| Yvano Cavaldi               | Il fait des paris au casino et sa mère abuse de lui. |                       |                       | ♦                     |                       |                       |                       |                       |                       |                       |                       |                       |                       |                       |                       |                       |
| Selen Kamosa                | Elle prétend que sa mère est actrice alors qu'elle est en fait une ménagère. |                       |                       |                       | ♦                     |                       |                       |                       |                       |                       |                       |                       |                       |                       |                       |                       |
| Laure-Marie Gagnon          | Elle tente de prouver qu'elle peut être une bonne actrice même en étant atteinte de surdité. |                       |                       |                       |                       | ♦                     | ♦                     |                       |                       |                       |                       |                       |                       |                       |                       |                       |
| Frédéric Pothier-Lacroix    | Angie est suspectée d'avoir flirté avec lui. De plus, il est témoin de l’infidélité de ses parents. |                       |                       |                       |                       |                       |                       | ♦                     | ♦                     |                       |                       |                       |                       |                       |                       |                       |
| Abraham Brabant             | Il craint pour la santé de sa petite sœur. |                       |                       |                       |                       |                       |                       |                       |                       | ♦                     |                       |                       |                       |                       |                       |                       |
| Myriam Jetté                | Elle cache le fait que sa mère est alcoolique. Celle-ci traverse une thérapie difficile. |                       |                       |                       |                       |                       |                       |                       |                       |                       | ♦                     |                       |                       |                       |                       |                       |
| Antoinette Poliquin         | Angie, son professeur, est son idole et tente de l'imiter. |                       |                       |                       |                       |                       |                       |                       |                       |                       |                       | ♦                     | ♦                     |                       |                       |                       |
| Léonore Dubé                | Elle n'a jamais connu son père et a une relation tendue avec son beau-père. Celui-ci l'a gâte en croyant obtenir son amour. |                       |                       |                       |                       |                       |                       |                       |                       |                       |                       |                       |                       | ♦                     |                       |                       |
| Mathieu Girard              | Il a l'impression de ne pas avoir assez de liberté à cause de ses parents et recherche des sensations fortes. Yvano se retrouve dans le coma à l’hôpital après avoir embarqué dans son jeu dangereux. |                       |                       |                       |                       |                       |                       |                       |                       |                       |                       |                       |                       |                       | ♦                     | ♦                     |
| Saison 5 (Hiver 2013)       | |                       |                       |                       |                       |                       |                       |                       |                       |                       |                       |                       |                       |                       |                       |                       |
| Xavier Nadeau-Landry        | Son père et sa mère se disputent la garde de l'adolescent. Ceci affecte son comportement envers ses professeurs et ses camarades de classe. | ♦                     | ♦                     |                       |                       |                       |                       |                       |                       |                       |                       |                       |                       |                       |                       |                       |
| Maya Zouaoui                | Elle souffre d'anorexie et sa mère semble être la cause de son malaise. |                       |                       | ♦                     | ♦                     |                       |                       |                       |                       |                       |                       |                       |                       |                       |                       |                       |
| Justine Aubé                | Elle singe les autres car elle se sent mal dans sa peau. De plus, elle cherche à ressembler à sa mère, qui reçoit peu de respect de ses collègues. |                       |                       |                       |                       | ♦                     |                       |                       |                       |                       |                       |                       |                       |                       |                       |                       |
| Émile Dufresne              | Il a un problème de perception de son corps à cause d'une malformation de naissance et il va trop souvent au toilette. |                       |                       |                       |                       |                       | ♦                     |                       |                       |                       |                       |                       |                       |                       |                       |                       |
| Philippe Desjardins         | Il a deux mamans et il ne veut pas que le monde le sache. En plus, il recherche son géniteur masculin. |                       |                       |                       |                       |                       |                       | ♦                     | ♦                     |                       |                       |                       |                       |                       |                       |                       |
| Sarah-Maude Petit           | Son père et sa mère la comparent avec ses frères par rapport à ses résultats scolaires. Elle manque de motivation et préfère les activités sociales aux études. |                       |                       |                       |                       |                       |                       |                       |                       | ♦                     |                       |                       |                       |                       |                       |                       |
| Dave Vachon                 | Il est homophobe et son père est suspecté de pédophilie. |                       |                       |                       |                       |                       |                       |                       |                       |                       | ♦                     |                       |                       |                       |                       |                       |
| Mishka Trépanier            | Elle est enceinte de 1 mois et veut avoir un avortement. Aussi, le père de son amoureux se montre peu scrupuleux envers leur situation. |                       |                       |                       |                       |                       |                       |                       |                       |                       |                       | ♦                     |                       |                       |                       |                       |
| Marjorie Labonté            | Sa famille est pauvre et elle veut lâcher l'école dans le but de travailler afin d'aider sa famille. |                       |                       |                       |                       |                       |                       |                       |                       |                       |                       |                       | ♦                     |                       |                       |                       |
| Charlie Jobin               | Sa famille lui cache des secrets concernant son père biologique. Elle semble avoir une deuxième personnalité s'appelant Chumpy, qui ressemble à son oncle. |                       |                       |                       |                       |                       |                       |                       |                       |                       |                       |                       |                       | ♦                     |                       |                       |
| Annie Delvecchio            | Sa mère est gravement malade et va mourir dans deux semaines. Mais elle ne veut pas aller l'a voir une dernière fois. Son frère lui fait de la pression pour qu'elle vienne l'a voir avant qu'elle décède. cette dernière garde un lourd secret qui pèse sur son fils.                                          |                       |                       |                       |                       |                       |                       |                       |                       |                       |                       |                       |                       |                       | ♦                     | ♦                     |
| Saison 6 (Automne 2013)     | |                       |                       |                       |                       |                       |                       |                       |                       |                       |                       |                       |                       |                       |                       |                       |
| Anaïs Béliveau              | Anaïs a tout pour réussir à l'école et être apprécié par les enseignants Malheureusement, elle a été violée par un agresseur dans une ruelle et à la suite de son silence, elle s'est suicidée. | ♦                     | ♦                     |                       |                       |                       |                       |                       |                       |                       |                       |                       |                       |                       |                       |                       |
| Rosella Di Lorio            | Elle a des éruptions de boutons à cause des problèmes de santé de son père. Elle est aussi très agressive envers Élisabeth et son père. |                       |                       | ♦                     |                       |                       |                       |                       |                       |                       |                       |                       |                       |                       |                       |                       |
| Anthony Béland-Camirand     | Il déteste son père car il ne le voit plus et il veut se faire adopter par son beau-père à l'opposition de sa petite sœur. |                       |                       |                       | ♦                     | ♦                     |                       |                       |                       |                       |                       |                       |                       |                       |                       |                       |
| Emma-Lee Beauséjour         | Elle n'aime pas son corps et veut des implants mammaires. Sa mère aussi a une mauvaise estime de soi. |                       |                       |                       |                       |                       | ♦                     |                       |                       |                       |                       |                       |                       |                       |                       |                       |
| Gabrielle Poliquin          | Son père est danseur nu, mais il lui fait croire qu'il est pilote. Elle finit par l'apprendre et cela la trouble. |                       |                       |                       |                       |                       |                       | ♦                     |                       |                       |                       |                       |                       |                       |                       |                       |
| Félix-André Jacob           | Son père n'a pas de conversation avec lui et il est cleptomane. |                       |                       |                       |                       |                       |                       |                       | ♦                     |                       |                       |                       |                       |                       |                       |                       |
| Léanne Meloche              | Elle a été acceptée dans la classe d'Élisabeth pendant qu'elle fait un DEP en mécanique. Cependant, elle a une relation avec un professeur du Vieux-Havre. Alain Chartier est suspecté d'être ce professeur. |                       |                       |                       |                       |                       |                       |                       |                       | ♦                     |                       |                       |                       |                       |                       |                       |
| Olivier Gareau-Bastien      | Sa mère le bat. Elle a des problèmes d'agressivité qui finissent par affecter Olivier au point de frapper une enseignante du Vieux-Havre. |                       |                       |                       |                       |                       |                       |                       |                       |                       | ♦                     | ♦                     |                       |                       |                       |                       |
| Tania Boucher               | Elle est très exigeante envers elle-même et décide de partir en fugue. Par la suite, elle tombe en les mains d'un gang mal intentionné et mené par un policier corrompu. |                       |                       |                       |                       |                       |                       |                       |                       |                       |                       |                       | ♦                     | ♦                     |                       |                       |
| Vivi-Anne Lapierre          | Elle entend la voix d'Anaïs dans sa tête qui finit par déranger son entourage. |                       |                       |                       |                       |                       |                       |                       |                       |                       |                       |                       |                       |                       | ♦                     |                       |
| Saku-Gene Boulanger         | Il sort avec trois filles en même temps parce qu'il se sent coupable de la mort d'Anaïs. |                       |                       |                       |                       |                       |                       |                       |                       |                       |                       |                       |                       |                       |                       | ♦                     |
| Marie-Mia Pronovost         | Elle menace Saku-Gene de se suicider car elle ne veut pas qu'il l'a quitte. |                       |                       |                       |                       |                       |                       |                       |                       |                       |                       |                       |                       |                       |                       | ♦                     |
| Saison 7 (Hiver 2014)       | |                       |                       |                       |                       |                       |                       |                       |                       |                       |                       |                       |                       |                       |                       |                       |
| Sammy Azoulay               | Il est homosexuel. Les parents de son amoureux, Jahan, sont, contrairement à ses propres parents, des musulmans très conservateurs. | ♦                     | ♦                     |                       |                       |                       |                       |                       |                       |                       |                       |                       |                       |                       |                       |                       |
| Marie Haddad                | Elle s'approprie une chanson dont elle n'est pas la compositrice. Aussi, sa mère a des problèmes financiers et vole l'argent de ses clients, refusant celui de son ex-conjoint, un homme riche. |                       |                       | ♦                     |                       |                       |                       |                       |                       |                       |                       |                       |                       |                       |                       |                       |
| Nathan Bournival            | Il aide son père à faire de l'argent en vendant de la marijuana avec celui-ci. Lorsqu'il se fait interpeller, Nathan fait croire que c'est Michel son fournisseur. |                       |                       |                       | ♦                     | ♦                     |                       |                       |                       |                       |                       |                       |                       |                       |                       |                       |
| Léanne Meloche              | Elle continue sa relation avec son professeur. |                       |                       |                       |                       |                       | ♦                     |                       |                       |                       |                       |                       |                       |                       |                       |                       |
| Olivia Trahan               | Elle a un comportement très provocateur. On apprend finalement qu'elle est atteinte de leucémie. |                       |                       |                       |                       |                       |                       | ♦                     |                       |                       |                       |                       |                       |                       |                       |                       |
| Jésus Marti                 | Sa sœur est atteinte de sclérose en plaques et est paralysée des bras et des jambes. Jésus essaie de la tuer en lui donnant un trop grande quantité de médicaments. |                       |                       |                       |                       |                       |                       |                       | ♦                     | ♦                     |                       |                       |                       |                       |                       |                       |
| Florence Soro               | Pour un projet scolaire, Florence décide d'entrer en relation avec une personne âgée, mais celle-ci se fait transférer dans un CHSLD. De son côté, Alana tente de venir en aide à Olivia, qui ne se montre pas toujours facile.                                                                                 |                       |                       |                       |                       |                       |                       |                       |                       |                       | ♦                     | ♦                     |                       |                       |                       |                       |
| Alana Xianfan               | Pour un projet scolaire, Florence décide d'entrer en relation avec une personne âgée, mais celle-ci se fait transférer dans un CHSLD. De son côté, Alana tente de venir en aide à Olivia, qui ne se montre pas toujours facile.                                                                                 |                       |                       |                       |                       |                       |                       |                       |                       |                       | ♦                     | ♦                     |                       |                       |                       |                       |
| Modibo Touré                | Son père est accusé de torture au Mali et pourrait y être déporté. |                       |                       |                       |                       |                       |                       |                       |                       |                       |                       |                       | ♦                     |                       |                       |                       |
| Alice Bertrand              | Elle et son frère sont très proches. Il y a une attirance entre eux, ce qui entraîne des malaises entre les deux. |                       |                       |                       |                       |                       |                       |                       |                       |                       |                       |                       |                       | ♦                     | ♦                     |                       |
| William Brissette           | Il souhaite retrouver sa mère biologique et ses parents adoptifs ont peur de perdre leur fils. Il finit par la retrouver, et se rend compte qu'elle est devenue riche. |                       |                       |                       |                       |                       |                       |                       |                       |                       |                       |                       |                       |                       |                       | ♦                     |
| Saison 8 (Automne 2014)     | |                       |                       |                       |                       |                       |                       |                       |                       |                       |                       |                       |                       |                       |                       |                       |
| Laurence Beaulieu           | Ses parents ne sont jamais présents à la maison, alors elle doit s'occuper de ses deux petits frères. Elle veut habiter chez sa grand-mère. | ♦                     | ♦                     |                       |                       |                       |                       |                       |                       |                       |                       |                       |                       |                       |                       |                       |
| Assad Boumaza               | Il souffre d'anxiété et il a des crises de colère spontanées. On découvre aussi que sa mère a un lourd passé. |                       |                       | ♦                     |                       |                       |                       |                       |                       |                       |                       |                       |                       |                       |                       |                       |
| Camille Masson              | Elle a eu un accident, est paralysée des jambes et un secret tourne autour de cet accident qui a couté la vie à sa mère. |                       |                       |                       | ♦                     |                       |                       |                       |                       |                       |                       |                       |                       |                       |                       |                       |
| Jérémi Joseph Melançon      | Il a perdu son frère en le gardant. On découvre aussi qu'il n'est pas bien dans sa famille. |                       |                       |                       |                       | ♦                     |                       |                       |                       |                       |                       |                       |                       |                       |                       |                       |
| Érik Anderson               | Il s'absente souvent à ses cours et ses notes sont moyennes. Cependant, après des tests, on découvre qu'il est un génie avec 157 de QI. Par après, nous apprenons qu'il a vendu de l'héroïne. |                       |                       |                       |                       |                       | ♦                     | ♦                     |                       |                       |                       |                       |                       |                       |                       |                       |
| Amélie Brault-Castonguay    | Elle est une élève brillante en lice pour le prix de l'école. Cependant, on découvre qu'elle envoyait des selfies coquins à Mathieu Brousseau. Par après, on l'a voit devenir tourmentée parce qu'elle a découvert par accident que son père est homosexuel.                                                    |                       |                       |                       |                       |                       |                       |                       | ♦                     |                       |                       |                       |                       |                       |                       |                       |
| Marie-Soleil Bissonnette    | Elle souffre de TDAH, reçoit de la drogue contre du sexe, sa famille d'accueil n'est pas certaine de vouloir la garder et son médicament a des effets néfastes sur elle. |                       |                       |                       |                       |                       |                       |                       |                       | ♦                     |                       |                       |                       |                       |                       |                       |
| Leyla Desjardins            | Elle est dépressive et désire lâcher l'école. On apprend qu'elle a une relation avec Mathieu Brousseau, un prof au Vieux-Havre. Puis, une avec un extrémiste qui veut tuer son amie Camille Masson. |                       |                       |                       |                       |                       |                       |                       |                       |                       | ♦                     | ♦                     |                       |                       |                       |                       |
| Jahan Khayyan               | Son copain, Sammy, rompt avec lui. Il vit mal sa rupture et accuse Sammy de l'avoir violé. |                       |                       |                       |                       |                       |                       |                       |                       |                       |                       |                       | ♦                     |                       |                       |                       |
| Marianne Tassė              | Elle est d'origine chinoise et elle a été adoptée. Ses parents ne veulent pas qu'elle visite la Chine car elle a été adoptée illégalement. |                       |                       |                       |                       |                       |                       |                       |                       |                       |                       |                       |                       | ♦                     |                       |                       |
| Benjamin Roussel            | Il joue au jeu de hasard et se prostitue car sa mère ne s'occupe pas de lui et que son père est absent. |                       |                       |                       |                       |                       |                       |                       |                       |                       |                       |                       |                       |                       | ♦                     | ♦                     |
| Saison 9 (Hiver 2015)       | |                       |                       |                       |                       |                       |                       |                       |                       |                       |                       |                       |                       |                       |                       |                       |
| Loïc Vanasse                | Frustré par l’attitude de Samuel et de ses camarades, il s’enferme dans sa chambre depuis plus d’un mois. Son grand-père paternel est mort, son père le vit très mal et s'emporte avec son lui. | ♦                     | ♦                     |                       |                       |                       |                       |                       |                       |                       |                       |                       |                       |                       |                       |                       |
| Dany Drapeau                | Il a de la difficulté à gérer son trac. Il se met à boire de l'alcool et une querelle familiale avec le grand-père itinérant devenu fou, ses parents et Dany éclate. |                       |                       | ♦                     |                       |                       |                       |                       |                       |                       |                       |                       |                       |                       |                       |                       |
| Irma Andropov               | Elle n'a pas connu son père, est très attachée à Samuel. Contrairement à elle, sa mère trouve que celui-ci n'est pas à la hauteur. Elle veut envoyer Irma au plus tôt dans une grande école en Europe. |                       |                       |                       | ♦                     | ♦                     |                       |                       |                       |                       |                       |                       |                       |                       |                       |                       |
| Jolène Racicot              | Elle est partagée entre la peur et l'affection qu’elle éprouve pour son père alcoolique et violent. Son père se retrouve en prison après avoir frappé la travailleuse social enceinte, mais son amie Shirley lui propose de venir vivre chez elle et elle développe des sentiments pour elle.                   |                       |                       |                       |                       |                       | ♦                     |                       |                       |                       |                       |                       |                       |                       |                       |                       |
| Dufort Saint-Marcel         | Ses parents voudraient qu'il délaisse ses études en musique pour travailler dans l'entreprise familiale en difficulté. Son père et sa mère vont peut-être se séparer et sa mère fait une crise lorsque tout s'effondre.                                                                                         |                       |                       |                       |                       |                       |                       | ♦                     | ♦                     |                       |                       |                       |                       |                       |                       |                       |
| Naïma Kassabian             | Violoncelliste de grand talent, elle répète pour son examen d’entrée au conservatoire, mais la mort de son père et sa demi-sœur, aussi violoniste, qui cherche à la voir et une grosse et vielle querelle familiale nuit à sa préparation, au risque même de tout gâcher.                                       |                       |                       |                       |                       |                       |                       |                       |                       | ♦                     |                       |                       |                       |                       |                       |                       |
| Monica Normandeau           | Elle vit une rivalité malsaine avec son père, qui rêvait d’une carrière de chanteur populaire et continue de se produire dans des mariages. Ce dernier est en furie parce que Samuel l’a fait chanter avec lui dans son club. Sa mère a trompé son père avec Samuel.                                            |                       |                       |                       |                       |                       |                       |                       |                       |                       | ♦                     | ♦                     |                       |                       |                       |                       |
| Shirley Prince              | Enfant unique, ses parents ont accepté de prendre en famille d'accueil une jeune vietnamienne, mais elle refuse sa venue avant même de l'avoir vue. |                       |                       |                       |                       |                       |                       |                       |                       |                       |                       |                       | ♦                     |                       |                       |                       |
| Marie Janoviak              | Elle veut prendre une année sabbatique suggéré par Samuel. Mais ses parents refusent car ceux-ci veulent qu'elle poursuivre ses études au cégep. |                       |                       |                       |                       |                       |                       |                       |                       |                       |                       |                       |                       | ♦                     |                       |                       |
| Laurent Jutras              | Sa famille vit des difficultés financières causés par l'arrêt de travail de son père. Celui-ci rêve que Laurent devienne riche avec sa musique. |                       |                       |                       |                       |                       |                       |                       |                       |                       |                       |                       |                       |                       | ♦                     | ♦                     |
| Saison 10 (Automne 2015)    | |                       |                       |                       |                       |                       |                       |                       |                       |                       |                       |                       |                       |                       |                       |                       |
| Kelly-Anne Lachance         | Elle veut tenter une expérience homosexuelle pour comprendre sa tante lesbienne. Sa grand-mère a du mal à accepter l'orientation sexuel de sa tante. Un confie éclat pendant que son grand-père est mourant. | ♦                     | ♦                     |                       |                       |                       |                       |                       |                       |                       |                       |                       |                       |                       |                       |                       |
| Warda Al Saoud              | Originaire d'Arabie, elle veut s'éloigner de sa famille et changer d'école car elle est lesbienne. Mais dès son arrivée au Vieux-Havre, elle se met à agir étrangement avec Kelly-Anne et par après sa réputation et son intégration sont en jeu.                                                               | ♦                     | ♦                     |                       |                       |                       |                       |                       |                       |                       |                       |                       |                       |                       |                       |                       |
| Sam-Rioux-Couillard         | Il a forcé Kelly-Anne de coucher avec lui. Son père a été acquitté d'une agression sexuelle sur sa gardienne. Jean-François craint que cela ait des répercussions sur son comportement envers les filles. |                       |                       | ♦                     | ♦                     |                       |                       |                       |                       |                       |                       |                       |                       |                       |                       |                       |
| Arthur Moreault             | Il cherche à plaire à son père qui lui met de la pression pour qu'il soit parfait contrairement à sa sœur qui a un mauvais rendement scolaire. |                       |                       |                       |                       | ♦                     |                       |                       |                       |                       |                       |                       |                       |                       |                       |                       |
| Andréanne Ferri             | Elle veut rencontrer Stanley, un élève de l'ancienne école de Warda, dont son père a été tué par celui d'Andréanne. Sa mère refuse car elle est toujours angoissée par ce souvenir. |                       |                       |                       |                       |                       | ♦                     | ♦                     |                       |                       |                       |                       |                       |                       |                       |                       |
| Gabriel Edelman             | Son grand-père juif lui radote son histoire fabuleuse, léguée par l'arrière grand-père, sur l'holocauste de Treblinka et veut lui transmettre sa religion. |                       |                       |                       |                       |                       |                       |                       | ♦                     |                       |                       |                       |                       |                       |                       |                       |
| Horacio St-Germain          | Il est amoureux d'Ariane Lesage, qui a quitté Stéphane Boudrias, et lui fait des avances. Lorsque sa mère découvre les selfies suspicieux de lui avec Ariane, elle se met à les espionner. |                       |                       |                       |                       |                       |                       |                       |                       | ♦                     | ♦                     |                       |                       |                       |                       |                       |
| Jacob McKenzie              | Il s'habite de façon extravagante afin d’avoir du succès auprès des filles. Son père est vice-président des Devil's Watchs, un club de motards. |                       |                       |                       |                       |                       |                       |                       |                       |                       |                       | ♦                     |                       |                       |                       |                       |
| Marie Janoviak              | À cause de ses mauvaises notes, Jean-François refuse qu'elle s'absente pendant 1 mois avec le groupe de Samuel Pagé pour un concours à Paris. En furie, elle se met à dire des mensonges sur lui. |                       |                       |                       |                       |                       |                       |                       |                       |                       |                       |                       | ♦                     | ♦                     |                       |                       |
| Zoé Veilleux                | Sa copine Warda insiste pour qu'elle la présente à ses parents mais ceux-ci détestent les arabes. La sœur de sa mère a été violée et tuée par un arabe. |                       |                       |                       |                       |                       |                       |                       |                       |                       |                       |                       |                       |                       | ♦                     |                       |
| Noémie Nadeau               | Elle tente de soutirer les confidences de ses camarades en les questionnant. Ses parents l'ont abandonnée et vit chez sa grand-mère. |                       |                       |                       |                       |                       |                       |                       |                       |                       |                       |                       |                       |                       |                       | ♦                     |
| Saison 11 (Hiver 2016)      | |                       |                       |                       |                       |                       |                       |                       |                       |                       |                       |                       |                       |                       |                       |                       |
| Martin St-Gelais            | Il est impliqué dans le cambriolage chez une vieille femme pour le gang de Jean-Baptiste. Par après, forme sa propre bande dans une vente de drogue indépendante. | ♦                     | ♦                     |                       |                       |                       |                       |                       |                       |                       |                       |                       |                       |                       |                       |                       |
| Théo Mangonès               | Il a été élevé par son frère car ses parents l'ont abandonné. Celui-ci ne sait plus comment s'y prendre pour le ramener sur le droit chemin et s'emporte avec lui. Il rejoint le gang de Jean-Baptiste et par la suite celui de Martin.                                                                         |                       |                       | ♦                     |                       |                       |                       |                       |                       |                       |                       |                       |                       |                       |                       |                       |
| Maya Desmarais              | Elles sont escortes au profit de Jean-Baptiste. Maya persiste à rester dans se milieu et a une relation avec le fils d'Isabelle. De son côté, Patricia entretient une relation amoureuse et dangereuse avec le chef de gang.                                                                                    |                       |                       |                       | ♦                     |                       |                       |                       |                       |                       |                       |                       |                       |                       |                       |                       |
| Patricia Lhérisson          | Elles sont escortes au profit de Jean-Baptiste. Maya persiste à rester dans se milieu et a une relation avec le fils d'Isabelle. De son côté, Patricia entretient une relation amoureuse et dangereuse avec le chef de gang.                                                                                    |                       |                       |                       |                       | ♦                     |                       |                       |                       |                       |                       |                       |                       |                       |                       |                       |
| Iris Gentili                | Son père abuse d'elle depuis son plus jeune âge. Ses souvenirs l'a traumatise qui finissent par créer des manies chez elle. |                       |                       |                       |                       |                       | ♦                     | ♦                     |                       |                       |                       |                       |                       |                       |                       |                       |
| Ramon Garcia                | Il est un dangereux prédateur sexuel et est le centre problématique du groupe. Il fugue du centre après d'avoir tenté d'étrangler la psychologue du Vieux-Havre. |                       |                       |                       |                       |                       |                       |                       |                       |                       |                       |                       |                       |                       |                       |                       |
| Luca Laferrière             | Elle fait du piratage informatique et fait du chantage auprès d'Isabelle. On découvre qu'elle a une relation tendue avec son père. |                       |                       |                       |                       |                       |                       |                       |                       |                       |                       |                       |                       |                       |                       |                       |
| Danny Constant              | D'origine amérindienne, il est contrebandier. Cependant, il a un grand talent en piano mais refuse de le montrer car son ancien professeur de piano l'a violé. |                       |                       |                       |                       |                       |                       |                       |                       |                       |                       |                       |                       |                       |                       |                       |
| Célia Alvarez               | Accusée de prostitution dans les salons de massage, elle reste introvertie et porte son deuil familial. Isabelle découvre finalement qu'elle est aussi atteinte du sida. |                       |                       |                       |                       |                       |                       |                       |                       |                       |                       |                       |                       |                       |                       |                       |
| Guillaume Bissonette        | C'est l'expert en vol de voiture pour Jean-Baptiste. Par la suite, il rejoint Théo et Martin dans leur dangereuse vente de drogue. |                       |                       |                       |                       |                       |                       |                       |                       |                       |                       |                       |                       |                       |                       |                       |
| Romy Bourbonnais            | Elle a essayé d'empoisonner sa mère et aime faire du mal aux autres. Toutefois, elle possède un talent naturel pour la cuisine et Isabelle tente la convaincre de terminer son DEP à l'institution de d’hôtellerie.                                                                                             |                       |                       |                       |                       |                       |                       |                       |                       |                       |                       |                       |                       |                       |                       |                       |

## Biographie des personnages
Saisons 1 et 2
- Gabrielle Fortin : Marina Orsini

Gabrielle Fortin exhale fraîcheur et simplicité, et son sourire est communicatif. D’une grande ténacité, elle s’est toujours passionnée pour son métier : l’enseignement. Au fil des ans, elle a su se démarquer par l’attention particulière qu’elle accorde aux problèmes de ses élèves. Refusant les réponses toutes faites, elle n’a jamais compté ses heures lorsqu’il s’agissait de dénouer les impasses avec ses étudiants. Après tout, malgré les apparences, chaque vie cache son histoire…
C’est justement ce dévouement inconditionnel qui l’amène à la fin de l’année scolaire au bord de l’épuisement professionnel. Après mûre réflexion, Gabrielle prend la douloureuse décision de dire adieu à son rôle d’enseignante pour embrasser son rôle de mère et d’épouse. Elle est maintenant restauratrice aux côtés de son mari, et profite de temps de qualité avec ses trois enfants : Alex, Florence et Louise. Oui, Gabrielle Fortin a tout pour être heureuse, et pourtant, son cœur appartient encore à l’école.
- Pascal Bilodeau : Jean-Nicolas Verreault

Pascal Bilodeau est le mari de Gabrielle Fortin, avec qui il a eu trois enfants. C’est un homme simple, bon et modeste qui sait faire preuve d’une écoute précieuse avec tout son entourage. Jeune chef cuisinier réputé, il est propriétaire du Cana, un petit restaurant qui jouit d’une réputation envieuse dans les milieux branchés. Depuis peu, Pascal s’est trouvé une associée hors pair pour veiller au bon fonctionnement de son entreprise : sa femme. Mais ne sort pas l’enseignante de la femme qui veut.
- Alex Fortin Bilodeau : Rémi Goulet

Alex est le fils aîné de Gabrielle et Pascal, et le sportif de la famille. Macho avant l’heure, il surpasse souvent son père à ce sujet, allant même jusqu’à lui faire la leçon. Protecteur envers ses sœurs, le petit homme veille farouchement sur elles.
- Florence Fortin Bilodeau : Léa Roy

Florence est la fille aînée de Gabrielle et Pascal, et l’intellectuelle de la famille. C’est celle qui pense à tout, qui voit à tout, et qui a peur de tout. Obsessive à souhait, elle perçoit le monde à travers ses raisonnements, ses lectures et sa créativité. Elle embarrasse souvent ses parents avec des commentaires ou des questions complexes, et fait parfois vieillir sa petite sœur avant l’heure en lui amenant sa perspective d’adolescente.
- Louise Fortin Bilodeau : Charlotte Comeau

Louise est le bébé de la famille Fortin-Bilodeau et la coquette du clan. Toujours en quête d’affection, elle cache sous ses allures de douceur une nature des plus calculatrices. Loulou a toujours une question pour ses parents, et a plus d’un tour dans son sac pour obtenir ce qu’elle désire.
- Maxime Fortin : Patrick Hivon

Maxime Fortin est le frère de Gabrielle, et, en quelque sorte, le mouton noir de la famille. Car contrairement à ses proches, Maxime est très, très discret sur sa vie privée au point que les rumeurs vont bon train. Pourquoi l’architecte prospère est-il célibataire depuis si longtemps, quels sont ses rapports avec ses jeunes et magnifiques stagiaires, quels problèmes cache-t-il ? Maxime décide finalement de briser le silence, et c’est tant mieux, car la famille Fortin pourra faire connaissance avec son fils Gérard, un petit bonhomme attachant, et Marie-Ève pourra finalement connaître la vraie nature de ses sentiments, et vivre avec lui une belle histoire d’amour.
- Marie-Ève Marcoux : Sylvie Moreau

Marie-Ève est la meilleure amie de Gabrielle… bien qu’elle exaspère parfois cette dernière au plus haut point! Malgré ses défauts, elle est toujours là quand Gabrielle a besoin d’elle, que ce soit pour prendre soin de ses enfants ou pour servir de confidente. Côté professionnel, Marie-Ève est une physiothérapeute accomplie passionnée par son métier. Depuis des années, elle est amoureuse de Maxime, et toutes les occasions sont bonnes pour tenter de le séduire. Sa persévérance finira par porter ses fruits. Marie-Ève forme maintenant un couple heureux avec l’homme de ses rêves.
- Richard Sanscartier : Dan Bigras

Richard Sanscartier prête main-forte aux jeunes vivant dans la rue. Sans domicile fixe, il a connu beaucoup de souffrance et de violence dans sa vie, et se sert maintenant de son expérience pour la transformer en quelque chose de positif et faire une différence dans le quotidien des autres. Si Richard a le cœur sur la main et une grande capacité d’écoute, son franc-parler en fait rougir plus d’un. Grand ami de Gabrielle, il est toujours disponible pour elle afin de l’aider à dénouer l’impasse avec ses élèves. Après avoir joué au séducteur avec Karine Pagé, il fréquente maintenant Brigitte Samson.
- Brigitte Samson : Marie-France Lambert

Brigitte est enseignante de français à l’École du Vieux-Havre, et une bonne amie de Gabrielle. Dépression, alcoolisme, cancer : la vie a été sans pitié avec Brigitte au cours de la dernière année. Mais grâce au soutien de Gabrielle et à sa persévérance, Brigitte est sortie grandie de toutes ces épreuves. Mieux encore, elle a même trouvé l’amour en cours de route, se découvrant plusieurs affinités avec le travailleur de rue Richard Sanscartier.
- Karine Pagé : Anne-Élisabeth Bossé

Souvent naïve et incontestablement gaffeuse, la jeune travailleuse sociale Karine Pagé a su progressivement prouver sa valeur et gagner le respect de ses pairs dans le milieu. Le temps a su le démontrer, son sens de l’intuition, sa grande dévotion et son humanité compensent largement son manque d’expérience et ses faux pas dans le métier. Après une brève aventure avec Richard Sanscartier, elle a constaté trop tard qu’elle avait peut-être plus de sentiments qu’elle ne le croyait pour lui. Mais la vie continue, et les jeunes ont besoin d’elle…
- Annie-Jade Tremblay : Sarah-Jeanne Labrosse

Annie-Jade Tremblay est une élève talentueuse à qui tout réussit, du moins, en apparence. Du jour au lendemain, son attitude change brusquement. Un revirement qui ne passe pas inaperçu tant en classe qu’à la maison. L’entourage d’Annie-Jade est inquiet, et la tension monte entre ses parents. Qu’est-ce qui a amené la jeune femme à adopter un comportement aussi instable ?
- Jérémi Vaillancourt : David Fleury-M.

Jérémi Vaillancourt a grandi dans un environnement familial atypique que plusieurs jugeraient inadéquat pour un enfant. Son père est le gérant d’un bar de danseuses, et sa grand-mère, qui a toujours pris grand soin de lui, héberge quant à elle des prostituées originaires d’Europe de l’Est. Lorsqu’on le surprend à vendre de la drogue, on se met à scruter à la loupe la vie de l’adolescent. Pourquoi Jérémi est-il aussi agressif? Qu’est-ce qui l’a poussé à défier les lois et l’autorité? Et où est la mère du jeune homme?
- Sean O'Toole : Wilson Henley

Sean O’Toole est un adolescent d’origine irlandaise qui se démarque des autres élèves par sa grande ferveur religieuse. À l’école, il vit ouvertement sa foi, ce qui provoque bien des réactions parmi ses camarades de classe. Dans sa vie personnelle, il passe beaucoup de temps avec un prêtre du voisinage à qui il rend visite à l’église. Un mode de vie hors du commun, certes, mais qui n’a rien d’alarmant. Cependant, lorsque son comportement en classe devient troublant, les soupçons se tournent vers sa relation particulière avec l’Église.
- Mikaël Boucher : Louis Lacombe-Petrowski

Mikaël Boucher n’a pas les mêmes intérêts que la plupart des jeunes hommes de son âge, ce qui cause bien des tensions entre ses parents. Alors que son père aimerait le voir jouer au football, sa mère souhaite quant à elle respecter les désirs de son fils, qui n’a aucun penchant pour les sports. À l’école, son ami Jérémi le trouve un peu trop collant et lui demande de prendre ses distances. Les ingrédients sont réunis pour que la machine à rumeurs s’emballe. Mikaël serait-il homosexuel? La calomnie ne fait que commencer.
- Rosalie Desforges : Camille Mongeau

Rosalie Desforges est une élève douée qui a un talent remarquable pour les compositions écrites. Presque trop exceptionnel. A-t-on affaire à un talent inné ou à une plagiaire ? Quoi qu'il en soit, l’intérêt de Rosalie pour l’écriture est indéniable. Son projet : écrire un roman sur les jeunes de la rue. À la maison, la vie est moins rose pour la jeune femme. Ses parents sont divorcés depuis quatre ans et elle vit avec son père et sa belle-mère, à qui elle s’adresse froidement, mais poliment. Un comportement qui irrite cette dernière au plus haut point et cause bien des tensions au sein du couple. Associé a un petit fruit bleu.
- Shari Kahn : Kevin Ranély

Shari Kahn est orphelin et vit en centre jeunesse. Malgré son passé empreint de tristesse, rien ne semblait le prédisposer à devenir l’auteur d’une tragédie. Du jour au lendemain, sa vie bascule. Arrêté par la police, il devient le principal suspect d’une tentative de meurtre à l’école. Alors qu’il se montre peu coopératif durant l’interrogatoire, une adolescente lutte pour sa vie à l’hôpital. A-t-il réellement poignardé sa camarade de classe ? L’entourage du jeune homme est bouleversé.
- Camille Fournier : Sarah Lecompte-Bergeron

Camille Fournier est une adolescente rebelle, mais attachante. Lorsqu’elle annonce à ses camarades qu’elle va chanter dans une populaire émission de découvertes à Toronto, ses amis ne savent pas trop quoi en penser, tout comme les parents de la jeune femme. Quelles sont les véritables motivations de Camille ? Quel impact aura ce concours sur elle ? Et peut-on véritablement faire confiance à son agent ?
saison IV
- Michel Jacob: Marc Paquet

## Commentaires
- La saison 1 s'est terminée avec le départ de Gabrielle de l'école du Vieux-Havre pour laisser la place à un prochain enseignant dès septembre 2011. Le dernier épisode a été diffusé le 21 avril 2011.
- Vu la grande influence de Gabrielle Fortin à l'école du Vieux-Havre, la production, soit Fabienne Larouche, ont décidé de faire revenir Marina Orsini en septembre 2011. La saison 2 a commencé le 12 septembre 2011.
- En janvier 2012, Guillaume Lemay-Thivierge campe le rôle du nouveau professeur, Vincent "Le pic" Picard.
- À l'automne 2012 c'est Élise Guilbault qui est la professeure d'art dramatique Angie Caron.
- À l'hiver 2013, Karine Vanasse est la nouvelle professeure de biologie Maxim Bouchard.
- À l'automne 2013, Mariloup Wolfe est dans la peau du professeur d'arts plastiques Elisabeth Bergeron.
- À l'hiver 2014, Benoît Brière incarne le rôle de Michel Marcotte, un enseignant d'éthique et culture religieuse.
- À l'automne 2014, Mélissa Désormeaux-Poulin devient Lou Gauthier, enseignante de géographie.
- À l'hiver 2015, Émile Proulx-Cloutier incarne Samuel Pagé, enseignant de musique à l'école du Vieux-Havre.
- À l'automne 2015, Denis Bouchard incarne Jean-Francois Mailloux, enseignant du cours de projet integrateur.
- À l'hiver 2016, Julie Perreault dans le rôle d'Isabelle Cousineau, femme de Jean-François Mailloux (professeur interprété par Denis Bouchard) devient l'enseignante du groupe 57, une classe de délinquants.

## Remake
En 2018, le feuilleton Malhação a adapté l'histoire pour sa saison Vidas brasileiras (pt) (Vies brésiliennes) présentée par Rede Globo, au Brésil.
En 2021, France 2 diffuse L'École de la vie, série inspirée de 30 vies.

## Distinctions

### Nominations
- International Emmy Awards 2013 : meilleure telenovela